# Meditación budista

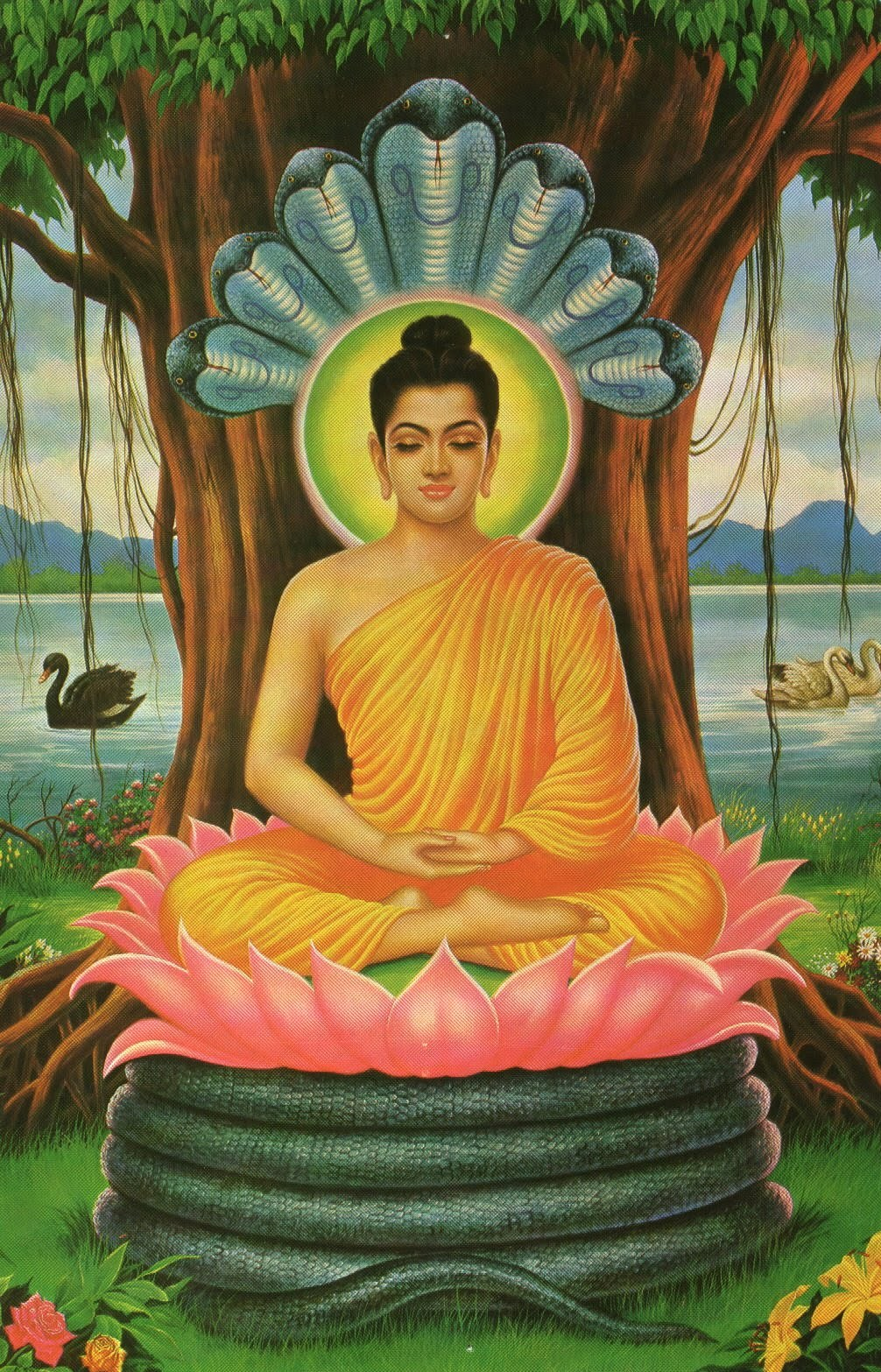
El Buda Gautama meditando bajo el árbol de Bodhi. El rey naga Muchalinda aparece protegiéndolo de los elementos.

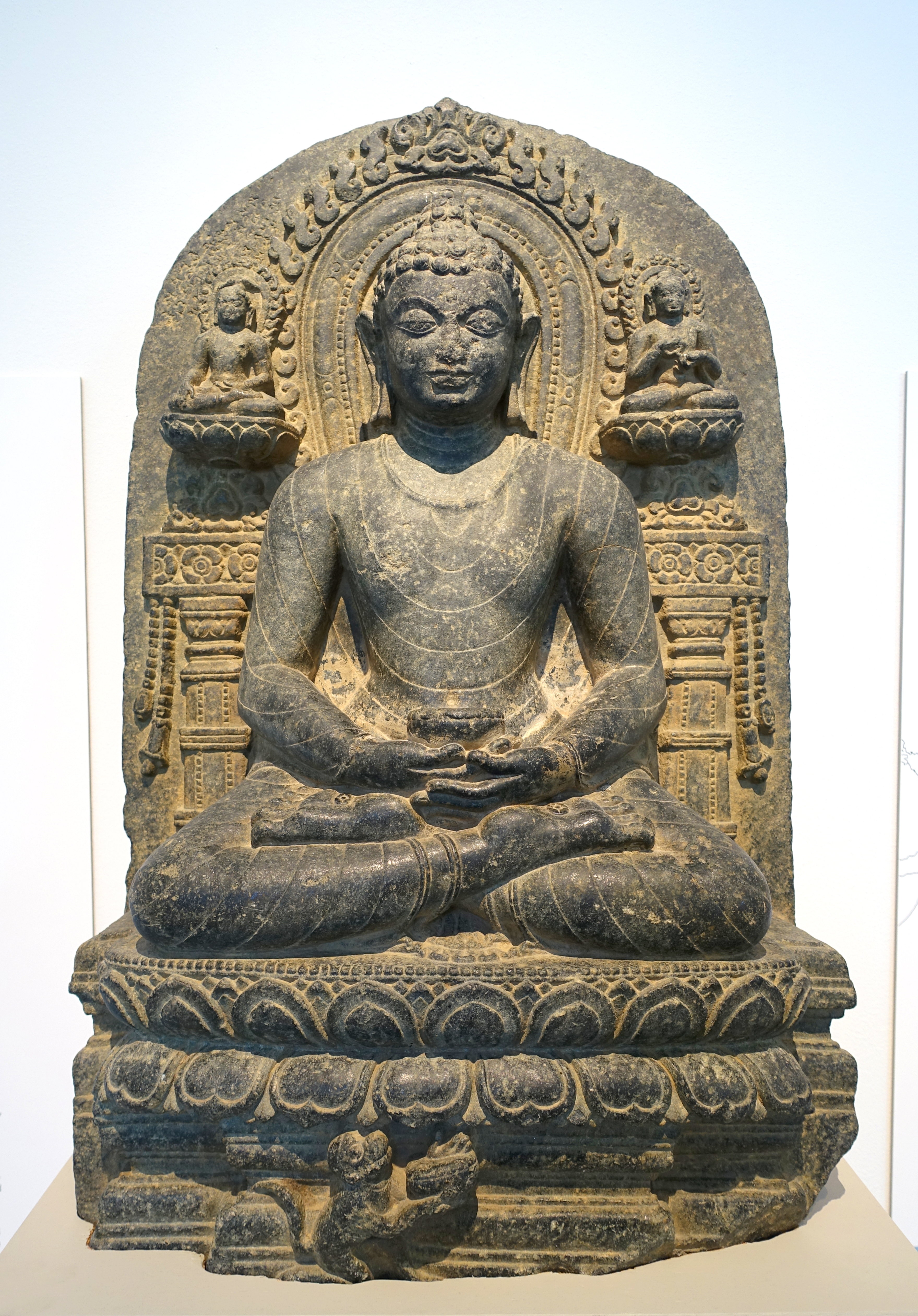
Buda meditando en posición de loto, estela de Bihar, c. 1000 d. C. Museo de Antigüedades del Lejano Oriente, Estocolmo.

La meditación budista es la práctica de la meditación en el budismo. Una parte importante del camino budista es el cultivo de técnicas meditativas y contemplativas que conducen a estados alterados de conciencia, denominados dhyānas (en sánscrito: ध्यान) y samādhi (en sánscrito y pali: समाधि). Se consideraba que estos estados mentales tenían el poder de conducir a un tipo de conocimiento más profundo sobre la naturaleza del mundo. Los términos más cercanos para "meditación" en las lenguas clásicas del budismo son bhāvanā ("cultivo, desarrollo, producción") y jhāna o dhyāna (absorción meditativa).
Los budistas practican la meditación como parte del camino budista hacia la liberación de las impurezas (kleshas) y el ansia (upādāna). Esta liberación se llama despertar (bodhi) o nirvana.
Hay muchas y variadas técnicas de meditación budista dependiendo de cada tradición, por ejemplo en el Visuddhimagga (El camino de la purificación) de la escuela theravāda, se enumeran hasta 40 métodos meditativos. Los métodos contemplativos budistas pueden incluir asubha bhavana (reflexiones sobre la naturaleza repugnante del cuerpo), reflexión sobre el surgimiento dependiente, prácticas de atención plena como satipatthana, anussati (recuerdos o remembranzas), anapanasati (meditación de la respiración), y los brahma-viharas (como la bondad amorosa y la compasión).
Estas técnicas tienen como objetivo desarrollar cualidades como la ecuanimidad y la atención plena, el samadhi (concentración), el samatha (tranquilidad) y el vipassanā (perspicacia). Estas técnicas de meditación están precedidas y combinadas con prácticas que ayudan a este desarrollo, como la restricción moral y el esfuerzo correcto para desarrollar estados mentales saludables.
Aunque estas técnicas se utilizan en las distintas escuelas budistas, también existe una gran diversidad. En la tradición theravada, las técnicas de meditación se clasifican generalmente como samatha (calmar la mente) y vipassana (obtener una visión). El budismo de Asia oriental conservó una amplia gama de técnicas de meditación, que se remontan al budismo sarvastivada y al budismo indio mahayana. El budismo tibetano incluye formas únicas de meditación tántrica, como el yoga de la deidad, que incluye la visualización y los mantras, así como prácticas yóguicas que hacen uso del cuerpo sutil, como los seis dharmas de Naropa.

## La India prebudista
Las dos principales tradiciones de práctica meditativa en la India prebudista eran las prácticas ascéticas jainistas y las diversas prácticas védicas de los brahmánes. En los estudios budistas se sigue debatiendo sobre el grado de influencia de estas dos tradiciones en el desarrollo de la meditación budista primitiva. Los primeros textos budistas mencionan que Siddhartha Gautama se formó con dos maestros conocidos como Āḷāra Kālāma y Uddaka Rāmaputta, ambos enseñaron "jhanas sin forma" o "absorciones mentales del plano inmaterial", una práctica clave de la meditación budista. Alexander Wynne considera a estos personajes históricos asociados a las doctrinas de los primeros Upanishads.
Según indólogos modernos como Johannes Bronkhorst, los primeros textos budistas contienen técnicas ascéticas y meditativas que se puede demostrar que son prácticas de los jainistas de la era prebudista. Estas son prácticas que incluyen el ayuno extremo y una contundente "meditación sin respiración". Según los primeros textos, Buda rechazó las prácticas ascéticas jainistas más extremas en favor de la vía media.

## Budismo presectario

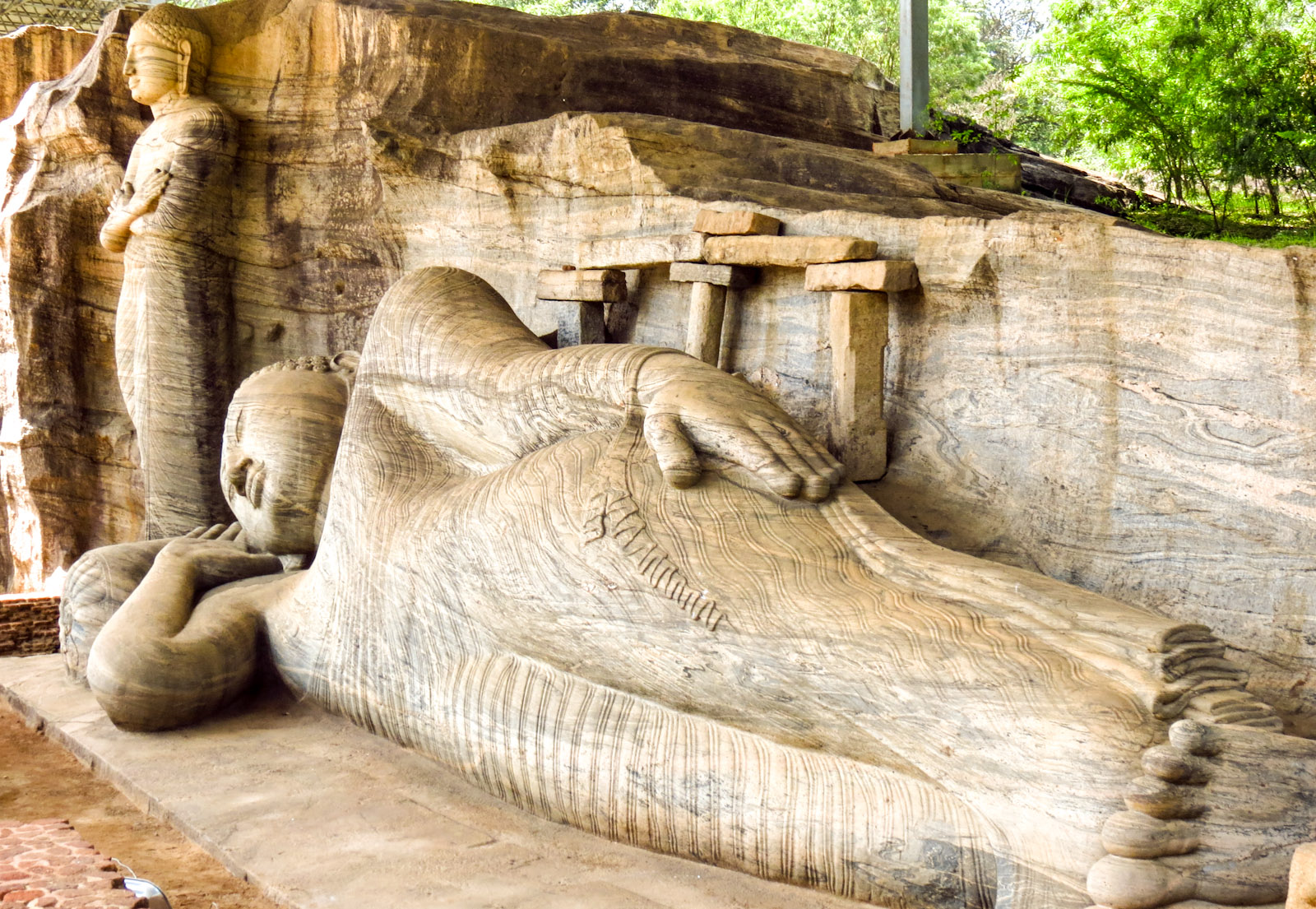
La tradición budista primitiva también enseñaba otras posturas de meditación, como la postura de pie y la postura del león, que se realiza acostado sobre un lado.

El budismo primitivo, tal como existía antes del desarrollo de las distintas escuelas budistas posteriores, se denomina budismo presectario. Sus técnicas de meditación se describen en los Nikayas del Canon Pali y en los Agamas chinos, así como en otros textos tempranos del budismo.
En los primeros textos, la meditación formal está apoyada y precedida por numerosas prácticas y disciplinas. En las primeras fuentes, varios elementos de apoyo clave para la meditación incluyen una visión correcta del mundo, la conducta ética (como mantener los cinco preceptos), la restricción de los sentidos y el esfuerzo correcto. La contención de los sentidos significa controlar la respuesta a las percepciones sensuales, sin ceder a la lujuria ni a la aversión, sino simplemente notar los objetos de percepción tal como aparecen. El esfuerzo correcto tiene como objetivo prevenir el surgimiento de estados insalubres y generar estados sanos. Siguiendo estos pasos y prácticas preparatorias, la mente se prepara, casi naturalmente, para la práctica de la meditación.

### Contemplaciones
Las fuentes antiguas contienen un esquema de varias meditaciones o contemplaciones que se denominan anussati (pāli; sánscrito: anusmriti). El término significa "recogimiento", "contemplación" o "recuerdo". En diversos contextos, la literatura pali y los sutras Mahayana en sánscrito destacan e identifican diferentes enumeraciones de recuerdos. En el Anguttara Nikaya (AN 1.287-296), se nombran diez contemplaciones:
- Recuerdo del Buda (pali. buddhānussati, sct. buddhanusmrti)
- Recuerdo del Dhamma (pali. dhammānussati, sct. dharmanusmrti)
- Recuerdo de la Sangha (pali. saṅghānussati, sct. sanghanusmrti)
- Recuerdo de la generosidad (pali. cāgānussati)
- Recuerdo de la ética (pali. sīlānussati)
- Recuerdo de los devas (pali. devatānussati)
- Recuerdo de la muerte (pali. maraṇānussati)
- Recuerdo del cuerpo (pali. kāyagatāsati)
- Recuerdo de la respiración (pali. ānāpānasati)
- Recuerdo de la paz (pali. upasamānussati)

En el Anguttara Nikaya del canon pali, se afirma que la práctica de cualquiera de estos diez recuerdos conduce al nirvana. El Visuddhimagga identifica los Diez Recuerdos como temas de meditación útiles para desarrollar la concentración necesaria para suprimir y destruir los cinco obstáculos.

### Atención plena ysatipaṭṭhāna
Una cualidad importante que debe cultivar un meditador budista es la atención plena (sati). Mindfulness es un término polivalente que se refiere a recordar, a una atención receptiva abierta y a mantener algo en mente. También se refiere a recordar las enseñanzas de Buda y a saber cómo se relacionan estas enseñanzas con las propias experiencias. Los textos budistas mencionan diferentes tipos de práctica de la atención plena.
En el Satipaṭṭhāna sutta y sus textos paralelos, así como en otros numerosos textos budistas tempranos, el Buda identifica cuatro fundamentos para la atención plena (pali: satipaṭṭhāna, sct: smṛtyupasthāna): el cuerpo (incluyendo los cuatro elementos, las partes del cuerpo y la muerte); los sentimientos (vedana); la mente (citta); y los fenómenos o principios (dhammas, como los cinco obstáculos y los siete factores de la iluminación). Los distintos textos antiguos ofrecen diferentes enumeraciones de estas cuatro prácticas de atención plena. Se dice que la meditación sobre estos temas desarrolla la percepción.
Satipaṭṭhāna (pali; sct: smṛtyupasthāna) es un importante término budista que significa "establecimiento de la atención plena", "presencia de la atención plena" o, alternativamente, "fundamentos de la atención plena". El indólogo Rupert Gethin sostiene que satipaṭṭhāna deriva de sati+upaṭṭhāna, y lo define como "la actividad de observar o vigilar el cuerpo, los sentimientos, la mente y los dhammas", así como "una cualidad de la mente que "sirve" a la mente", o una "presencia de la mente". Gethin señala además que sati ('atención plena') se refiere a "recordar" o "tener presente" algo. Es mantener algo en mente sin vacilar ni perderlo.
Según el monje erudito Bhikkhu Anālayo, sati no significa literalmente memoria, sino "lo que facilita y permite la memoria." Esto es particularmente aplicable en el contexto de satipaṭṭhāna, en el que sati no se refiere a recordar acontecimientos pasados, sino a una "conciencia del momento presente", y a recordar para permanecer en esa conciencia (especialmente si la atención de uno se desvía). También afirma que sati es una observación desapegada, no implicada y no reactiva que no interfiere con lo que está observando (tal función activa se asocia, en cambio, con el esfuerzo correcto, no con la atención plena). Esto permite atender claramente a las cosas de una manera más sobria, objetiva e imparcial.
Bhikkhu Bodhi escribe que sati es "una presencia de la mente, atención o conciencia", así como "una atención desnuda, una observación desapegada de lo que está ocurriendo dentro de nosotros y a nuestro alrededor en el momento presente... la mente se entrena para permanecer en el presente, abierta, tranquila, alerta, contemplando el acontecimiento presente". Según Bhikkhu Sujato, la atención plena es "la cualidad de la mente que recuerda y enfoca la conciencia dentro de un marco de referencia apropiado, teniendo en cuenta el qué, el por qué y el cómo de la tarea en cuestión". Satipaṭṭhāna, por su parte, proporciona los temas de meditación específicos para la práctica de la meditación de atención plena. Es "una prescripción de cómo practicar", que, "introduce ciertos objetos específicos de meditación". Asimismo, según Thanissaro Bhikkhu, los "cuatro marcos de referencia" (satipaṭṭhāna) son "un conjunto de enseñanzas que muestran dónde debe centrar la atención un meditador y cómo"."

#### Contemplación de la respiración
Ānāpānasati (sánscrito: ānāpānasmṛti, "atención a la respiración"), es una práctica de meditación fundamental en numerosas tradiciones budistas, incluidas la theravada y la zen, así como en muchos programas de atención plena. En un sentido general, Anapanasati se refiere generalmente a prestar atención al proceso de la respiración y utilizarlo como foco meditativo. Tanto en la antigüedad como en la actualidad, el anapanasati es uno de los métodos budistas más utilizados para contemplar los fenómenos corporales.
Un método tradicional dado por el Buda en el Sutta de Ānāpānasati es ir al bosque y sentarse debajo de un árbol y luego simplemente contemplar el proceso de la respiración y notar su duración. El meditador entonces calma su respiración hasta que se vuelve muy sutil y tranquila. Entonces el meditador entrena su mente para ser sensible a la felicidad, la dicha y otros diversos procesos mentales. Esto conduce a un estado muy pacífico y tranquilo, que luego se aplica al desarrollo de los siete factores mentales que conducen a la iluminación.

### Reflexión sobre lo desagradable

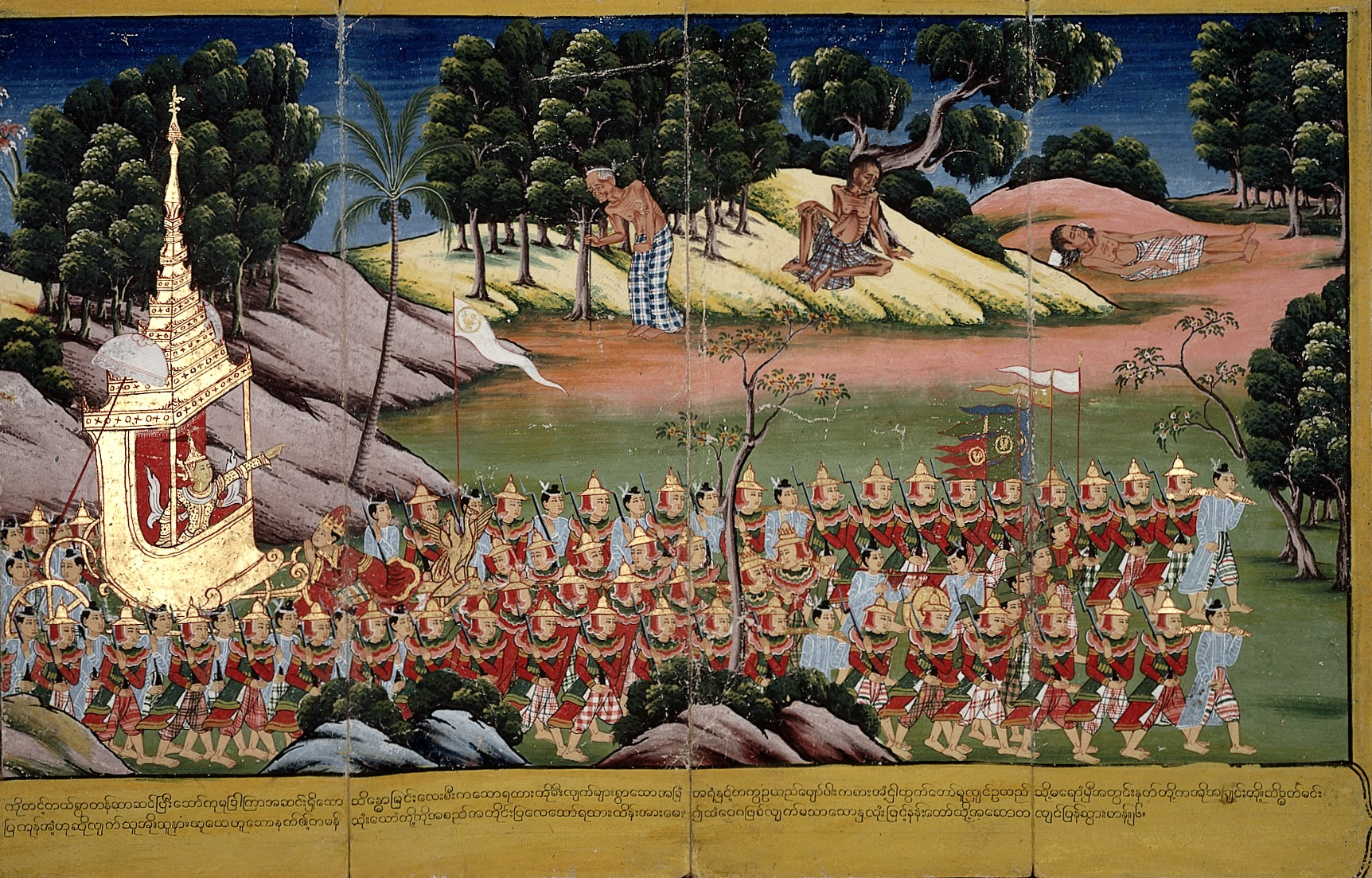
Según un mito budista clásico, el príncipe Siddhartha (el futuro Buda) vio los "tres signos", un anciano, un enfermo y un cadáver. Contemplando su significado, el príncipe renunció a su vida y se convirtió en un asceta.

Una de las principales prácticas contemplativas que se enseñan en las primeras fuentes budistas es asubha-bhavana ("reflexión sobre lo desagradable"). Incluye dos prácticas: las contemplaciones del cementerio y las reflexiones sobre el asco.
Las contemplaciones del cementerio (pali: maranasati: la contemplación sobre la muerte, o memento mori), en las que se contemplan las distintas etapas de la descomposición de un cadáver (ya sea en la imaginación o estando físicamente presente junto a un cadáver). El Satipatthana Sutta (MN 10) y el Kayagata-sati Sutta (MN: 119) incluyen secciones sobre las contemplaciones del cementerio que se centran en nueve etapas de la descomposición del cadáver Se supone que el meditador debe meditar sobre cómo su propio cuerpo se encontrará también en este estado al morir. Se dice que el cultivo de Maranassati conduce al esfuerzo correcto y también ayuda a desarrollar un sentido de urgencia espiritual (saṃvega) y de renuncia (nekkhamma).
Según el Maranassatisutta, un monje debe reflexionar sobre las muchas posibilidades que podrían traer la muerte y luego dirigir sus pensamientos a las cualidades mentales no hábiles que aún debe abandonar. "De la misma manera que una persona cuyo turbante o cabeza está ardiendo pondría un esfuerzo, una diligencia, un empeño, una atención plena y un estado de alerto para apagar el fuego de su cabeza, el monje debería poner esfuerzo para abandonar esas mismas cualidades perversas e inhábiles."
Paṭikkūlamanasikāra, "reflexiones sobre el asco". Paṭikkūlamanasikāra es una meditación en la que se contemplan treinta y una partes del cuerpo de diversas maneras. Además de desarrollar la atención plena y el samādhi (concentración, dhyana), se considera que esta forma de meditación favorece la superación del deseo y la lujuria. En la tradición Pali, las 31 partes diferentes del cuerpo son:
pelos de la cabeza (pali: kesā), pelos del cuerpo (lomā), uñas (nakhā), dientes (dantā), piel (taco), carne (maṃsaṃ), tendones (nahāru), huesos (aṭṭhi), médula ósea (aṭṭhimiñjaṃ), riñones (vakkaṃ),  corazón (hadayaṃ), hígado (yakanaṃ), pleura (kilomakaṃ), bazo (pihakaṃ), pulmones (papphāsaṃ),  intestino grueso (antaṃ), intestino delgado (antaguṇaṃ), alimentos no digeridos (udariyaṃ), heces (karīsaṃ),  bilis (pittaṃ), flema (semhaṃ), pus (pubbo), sangre (lohitaṃ), sudor (sedo), grasa (medo),  lágrimas (assu), aceite de la piel (vasā), saliva (kheḷo), moco (siṅghānikā), líquido de las articulaciones (lasikā), orina (muttaṃ).
El nombre de este tipo de meditación se encuentra en los títulos seccionales utilizados en el Mahasatipatthana Sutta (Dīgha Nikāya 22) y en el Satipatthana Sutta (MN 10).

### Dhyāna
Muchos estudiosos del budismo antiguo, como Vetter, Bronkhorst y Anālayo, consideran que la práctica del jhāna (sánscrito: dhyāna, "contemplación", "meditación", "absorción") es una parte central de la espiritualidad del budismo antiguo.  Según Bronkhorst y Vetter, la práctica de meditación budista más antigua son los cuatro dhyānas y la práctica de la atención plena (pali: sati). According to Gethin, they are states of "perfect mindfulness, stillness and lucidity." They are described in the Pali Canon as trance-like states without desire. In the early texts, the Buddha is depicted as entering jhāna both before his awakening under the bodhi tree and also before his final nirvana (see: the Mahāsaccaka-sutta and the Mahāparinibbāṇa Sutta).
Alexander Wynne está de acuerdo en que Buda enseñó los cuatro dhyānas, pero argumenta que Buda los adoptó de los maestros brahmanes Āḷāra Kālāma y Uddaka Rāmaputta.  Sin embargo, el Buda rechazó su objetivo védico de unión con Brahman y, por tanto, reinterpretó a los cuatro dhyānas como si se refirieran sobre todo a estados mentales que podían ser útiles para alcanzar la perspicacia o la sabiduría (que conducía a la liberación).
Los nikayas pali y los agamas chinos describen cuatro jhānas, cada uno tiene cualidades diferentes y se vuelven cada vez más sutiles. Las cualidades asociadas a las cuatro primeras jhanas son las siguientes:
- Primer dhyāna: se puede entrar en el primer dhyāna cuando uno se aísla de la sensualidad y de las cualidades no hábiles. Hay pīti (dicha) y sukha (placer) no sensual como resultado de la reclusión, mientras que vitarka y vicara (pensamiento dirigido e investigación) continúan.
- Segundo dhyāna: hay pīti ("dicha") y sukha ("placer") no sensual como resultado de la concentración (samadhi-ji, "nacido de samadhi"). En este estado también hay ekaggata (unificación de la conciencia) y tranquilidad interior. Vitarka ("pensamiento dirigido") y vicara ("evaluación") han desaparecido en esta meditación.[49]
- Tercer dhyāna: hay una ecuanimidad consciente y alerta (upekkha) y uno siente el placer corporal.
- Cuarto dhyāna: este estado es de pura ecuanimidad y atención (upekkhāsatipārisuddhi) donde no hay ni placer ni dolor.

Varias fuentes tempranas mencionan cómo se alcanza la visión liberadora o la sabiduría (prajña) tras la práctica de los dhyānas. Por ejemplo, en el Mahasaccaka sutta, al dhyāna le sigue la percepción de las cuatro nobles verdades. Algunos estudiosos, como Bronkhorst y Vetter, han argumentado que la idea de que la visión conduce a la liberación fue un desarrollo posterior en el budismo y que hay inconsistencias con la presentación budista temprana de samadhi y visión. Sin embargo, otros como Collett Cox y Damien Keown han argumentado que la perspicacia o el discernimiento (prajña) es un aspecto clave del proceso de liberación budista antiguo, que coopera con el samadhi para eliminar los obstáculos a la iluminación (es decir, los āsavas).

### Logros inmateriales
Además de los cuatro jhānas, hay también cuatro logros meditativos sutiles llamados āyatana (dimensión, esfera, base). También se les llama a veces los "jhānas inmateriales" en la literatura escolástica posterior. Estos cuatro son:
- La dimensión del espacio infinito (pali: ākāsānañcāyatana, sct: ākāśānantyāyatana),
- La dimensión de la conciencia infinita (viññāṇañcāyatana, vijñānānantyāyatana),
- La dimensión de la nada infinita (ākiñcañāyatana,  ākiṃcanyāyatana),
- La dimensión de ni percepción ni no percepción (nevasaññānāsaññāyatana, naivasaṃjñānāsaṃjñāyatana).

También hay otro logro meditativo de alto nivel que se menciona en las fuentes primitivas, este se llama nirodha-samāpatti (el logro de la cesación) también llamado saññā-vedayita-nirodha, "la extinción de la sensación y la percepción".

### Las cuatro moradas celestiales
Otro conjunto importante de contemplaciones en las fuentes primitivas son los cuatro inconmensurables o cuatro moradas celestiales (brahmavihāras) que se dice que conducen a la "liberación de la mente" (cetovimutti, i.e. dhyana). También se asocian a una clase de devas llamada brahmas y a sus reinos celestiales.
Los cuatro brahmavihāras son:
1. La amistad, bondad amorosa (pāli: mettā, sánscrito: maitrī) es la buena voluntad activa hacia todos;[58][59]
2. El cariño (pāli y sánscrito: karuṇā) resulta de metta, es identificar el sufrimiento de los demás como el propio y querer ayudarlos;[58][59]
3. Alegría empática (pāli y sánscrito: muditā): es el sentimiento de alegría porque otros son felices, aunque uno no haya contribuido a ello, es una forma de alegría simpática;[58]
4. La ecuanimidad (pāli: upekkhā, sánscrito: upekṣā): es la serenidad, tratando a todos con imparcialidad.[58][59]

Según el monje erudito Anālayo:
El efecto de cultivar los brahmavihāras como una liberación de la mente encuentra su ilustración en un símil que describe a un soplador de caracolas que es capaz de hacerse oír en todas las direcciones. Esto ilustra cómo los brahmavihāras deben desarrollarse como una radiación ilimitada en todas las direcciones, como resultado de la cual no pueden ser anulados por otro karma más limitado.
La práctica de las cuatro moradas divinas puede verse como una forma de superar la mala voluntad y el deseo sensual y de entrenarse en la cualidad de la concentración profunda (samadhi).

### Samatha(serenidad) yvipassanā(perspicacia)
Se dice que el Buda identificó dos importantes cualidades mentales que surgen de la práctica meditativa sana:
- "serenidad" o "tranquilidad" (samatha) que estabiliza, compone, unifica y concentra la mente;
- "perspicacia" o "visión clara" (vipassanā) que permite ver, explorar y discernir la naturaleza de la realidad y de los fenómenos condicionados

Se dice que la meditación de tranquilidad puede conducir a la obtención de poderes sobrenaturales como los poderes psíquicos y la lectura de la mente, mientras que la meditación de perspicacia puede conducir a la realización del nibbāna. En el canon Pali, el Buda nunca menciona prácticas de meditación samatha y vipassana independientes; en cambio, samatha y vipassana son dos cualidades de la mente, que deben desarrollarse a través de la meditación. No obstante, algunas prácticas de meditación favorecen el desarrollo de samatha, otras favorecen el desarrollo de vipassana (como la contemplación de los agregados), mientras que otras (como la atención a la respiración) se utilizan clásicamente para desarrollar ambas cualidades mentales.
En el Sutta de las Cuatro Formas de Convertirse en un Arhat (AN 4.170), Ananda informa que las personas alcanzan la condición de arahat utilizando la serenidad y la perspicacia en una de las tres formas:
1. desarrollan la serenidad y luego la perspicacia
2. Desarrollan la percepción y luego la serenidad
3. Desarrollan conjuntamente la serenidad y la perspicacia, como, por ejemplo, al obtener el primer jhana, y luego ver en los agregados asociados las tres marcas de la existencia, antes de pasar al segundo jhana.[67]

A través del desarrollo meditativo de la serenidad, uno es capaz de suprimir los obstáculos oscuros; y, con la supresión de los obstáculos, es a través del desarrollo meditativo de la perspicacia que uno obtiene la sabiduría liberadora. Además, se dice que el Buda ensalzó la serenidad y la perspicacia como conductos para alcanzar el nirvana, el estado incondicionado. En el Sutta del Árbol Kimsuka (SN 35.245) el Buda proporciona una elaborada metáfora en la que la serenidad y la perspicacia son "el rápido par de mensajeros" que entregan el mensaje del nirvana a través del noble camino óctuple.

## Theravāda

Buddhaghosa with three copies of Visuddhimagga, Kelaniya Raja Maha Vihara

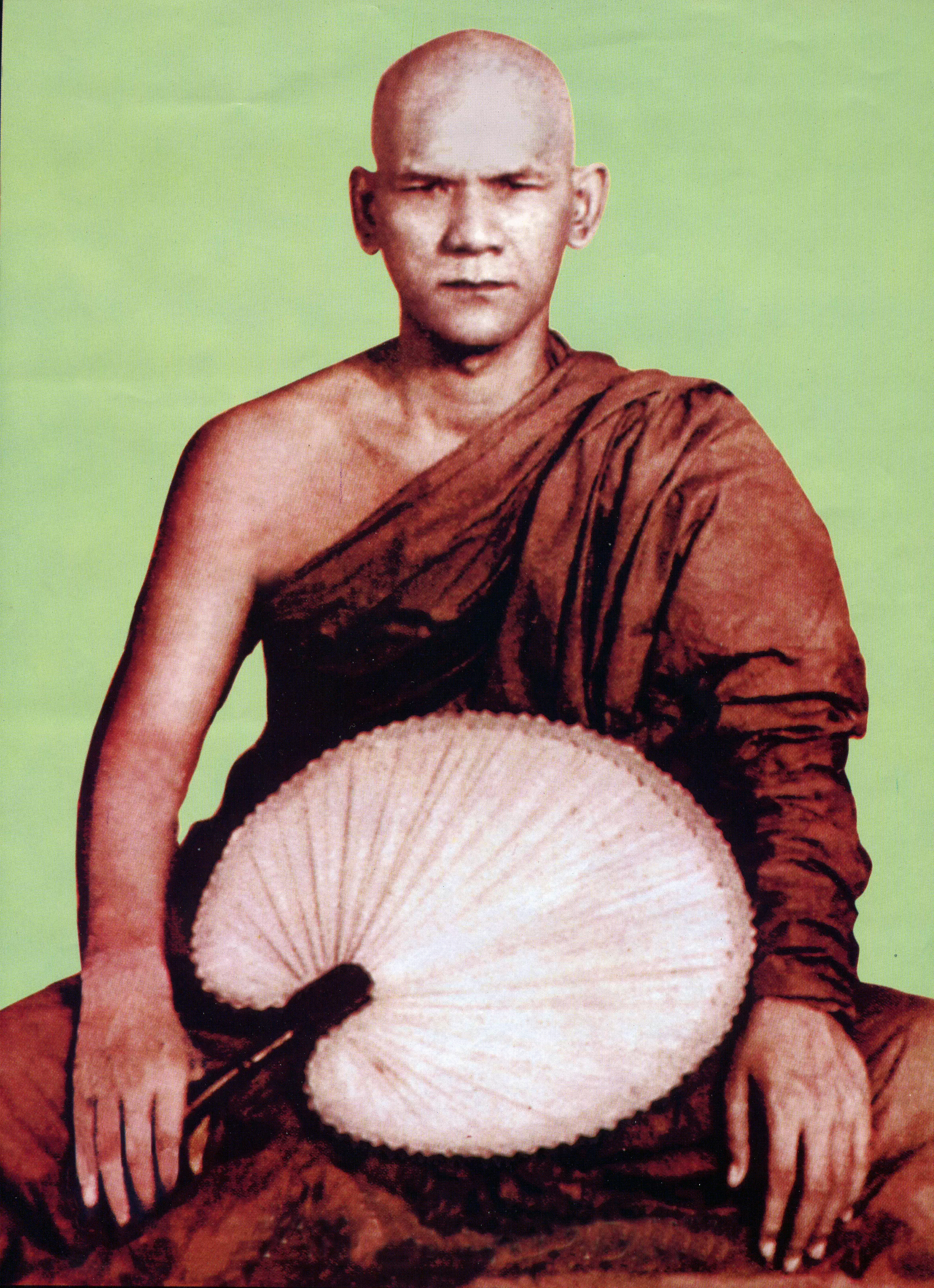
Mahāsī Sayādaw (29 de julio de 1904 - 14 de agosto de 1982) fue un monje y maestro de meditación birmano que tuvo un impacto significativo en la enseñanza de la meditación vipassanā en Occidente y en toda Asia.

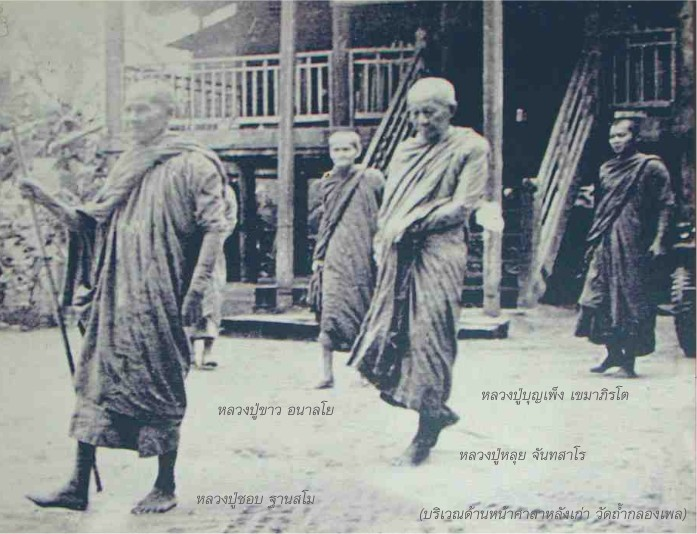
Ajahn Mun Bhuridatta (1870-1949) y sus discípulos. Mun fue un monje tailandés de Isan al que se le atribuye (junto con Ajahn Sao Kantasīlo), el establecimiento de la popular Tradición del Bosque Tailandés que posteriormente se extendió por toda Tailandia y por varios países del extranjero.

Las fuentes más antiguas de la tradición theravāda sobre la meditación se encuentran en el Canon Pali, que incluye el abhidamma (obras escolásticas del theravada) y textos como el Patisambhidamagga (El camino de la discriminación) que proporciona comentarios a los suttas de meditación como el sutta de anapanasati. Las obras posteriores de la escolástica medieval ampliaron y desarrollaron las enseñanzas de meditación anteriores.

### Buddhaghosa
Un manual de meditación theravāda temprano es el Vimuttimagga (Camino de la Libertad, c. siglo I o II d. C.). El erudito theravāda más influyente es Buddhaghoṣa, autor del Visuddhimagga (Camino de Purificación) del siglo V, que parece haber sido influenciado por el anterior Vimuttimagga. La doctrina del Visuddhimagga refleja el escolasticismo del abhidhamma theravāda, que incluye varias innovaciones e interpretaciones que no se encuentran en los primeros discursos (suttas) del Buda. El texto se centra en la meditación kasina, una forma de meditación de concentración en la que la mente se centra en un objeto (mental) (normalmente un disco de color).
El Visuddhimagga también describe cuarenta temas de meditación, la mayoría de los cuales se encuentran en los primeros textos. Buddhaghoṣa aconseja que una persona debe "aprehender de entre los cuarenta temas de meditación uno que se adapte a su propio temperamento" con el consejo de un "buen amigo" (kalyāṇa-mittatā) que sea conocedor de los diferentes temas de meditación (cap. III, § 28). Buddhaghoṣa esboza los cuarenta temas de meditación de la siguiente manera (cap. III, §104; cap. IV-XI):
- diez kasinas: tierra, agua, fuego, aire, azul, amarillo, rojo, blanco, luz y "espacio limitado".
- diez clases de cosas digeribles (es decir, cadáveres): "el hinchado, el lívido, el supurante, el cortado, el roído, el esparcido, el cortado y esparcido, el sangrante, el infestado de gusanos y el esqueleto".
- diez recuerdos: Buddhānussati, el Dhamma, la Sangha, la virtud, la generosidad, las virtudes de las deidades, la muerte (véase el Sutta Upajjhatthana), el cuerpo, la respiración (véase anapanasati) y la paz (véase Nibbana).
- cuatro moradas divinas: mettā, karuṇā, mudita y upekkha.
- cuatro estados inmateriales: espacio ilimitado, percepción ilimitada, la nada y ni percepción ni no percepción.
- una percepción de la naturaleza repugnante de los alimentos
- un tema "definitorio", es decir, los cuatro elementos

Después de describir cómo utilizar los temas meditativos para alcanzar las distintas jhanas (abstenciones meditativas), Buddhaghosa (en la tercera parte del texto, que se centra en la comprensión o sabiduría - pañña) analiza a continuación los cinco skandhas (agregados), los ayatanas (dimensiones cognitivas), las cuatro nobles verdades, el origen dependiente (pratitya-samutpada) y la práctica de vipassana que conducen al desarrollo de la sabiduría.

### Theravāda contemporáneo
A partir del siglo XX, el movimiento birmano de vipassana ha sido especialmente influyente, sobre todo el enfoque del "Nuevo Método Birmano" o de la "Escuela Vipassanā", desarrollado por Mingun Sayadaw y U Nārada y popularizado por Mahasi Sayadaw. Aquí el samatha se considera un componente opcional pero no necesario de la práctica -vipassanā es posible sin él. Otro método birmano popularizado en Occidente, especialmente el de Pa-Auk sayadaw, mantiene el énfasis en el samatha. Otras tradiciones birmanas, derivadas de Ledi Sayadaw a través de Sayagyi U Ba Khin y popularizadas en Occidente por Mother Sayamagyi y S. N. Goenka, adoptan un enfoque similar. Estas tradiciones birmanas han influido en los maestros occidentales orientados hacia el theravada, especialmente en Joseph Goldstein, Sharon Salzberg y Jack Kornfield.
También existen otros métodos de meditación birmanos menos conocidos, como el sistema desarrollado por U Vimala, que se centra en el conocimiento del surgimiento dependiente y el cittanupassana (atención plena a la mente). Asimismo, el método de Sayadaw U Tejaniya también se centra en la atención a la mente.
En Tailandia, quizá el desarrollo más influyente sea la Tradición del Bosque Tailandés, que deriva de Mun Bhuridatta y fue popularizada por Ajahn Chah. Esta tradición hace hincapié en la inseparabilidad de samatha y vipassana. Otros practicantes destacados de esta tradición son Ajahn Thate y Ajahn Maha Bua, entre otros. Existen otras formas de meditación budista tailandesa asociadas a determinados maestros, como la presentación de anapanasati de Buddhadasa Bhikkhu, el método de meditación de la respiración de Ajahn Lee (que influyó en su alumno estadounidense Thanissaro) y la "meditación dinámica" de Luangpor Teean Cittasubho.
Existen otras formas de meditación theravada menos convencionales que se practican en Tailandia, como la meditación vijja dhammakaya desarrollada por Luang Pu Sodh Candasaro y la meditación del antiguo patriarca supremo Suk Kai Thuean (1733-1822). Catherine Newell señala que estas dos formas de meditación tailandesa moderna comparten ciertas características en común con las prácticas tántricas, como el uso de visualizaciones y la centralidad de los mapas del cuerpo.
Un tipo de meditación menos común es el que practican en Camboya y Laos los seguidores de la tradición borān-kammaṭṭhāna ("prácticas antiguas"). Esta forma de meditación incluye el uso de mantras y visualizaciones.

## Meditación en la escuela Sarvāstivāda

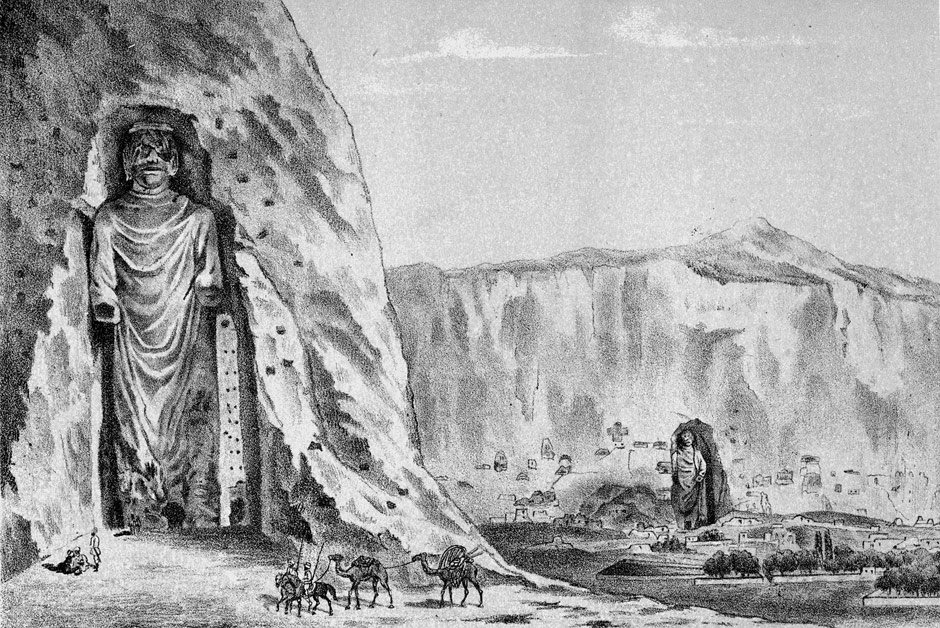
Los Budas de Bamiyán, un ejemplo de escultura monumental del budismo de Gandhāra. Los Budas están rodeados de numerosas cuevas que servían de vivienda y templo a monjes y meditadores.

La tradición Sarvāstivāda (ya desaparecida), y sus subescuelas afines como la Sautrāntika y la Vaibhāṣika, fueron los budistas más influyentes del norte de la India y de Asia Central. Sus tratados del Abhidharma, de gran complejidad, como el Mahavibhasa (El gran comentario sobre el abhidharma), el Sravakabhumi (Etapas de los discípulos) y el Abhidharmakosha, contienen nuevos desarrollos de la teoría meditativa que tuvieron una gran influencia en la meditación tal y como se practica en el budismo mahayana y tibetano de Asia oriental. Los individuos conocidos como yogācāras (practicantes de yoga) fueron influyentes en el desarrollo de la praxis de meditación Sarvāstivāda, y también fueron influyentes en el desarrollo de la meditación mahayana.
Los Sutras de dhyāna (en chino, 禪経) o "resúmenes de meditación" (en chino, 禪要) son un grupo de textos de meditación budistas que se basan, en su mayoría, en las enseñanzas de meditación de la escuela Sarvāstivāda de Cachemira (c. siglos I-IV de nuestra era) y Gandhara. La mayoría de los textos sólo se conservan en chino. Fueron fuentes clave en el desarrollo de las prácticas de meditación del budismo chino.
Según K.L. Dhammajoti, el practicante de la meditación Sarvāstivāda comienza con las meditaciones samatha, divididas en los quíntuples aquietamientos mentales, cada uno de ellos recomendado como útil para determinados tipos de personalidad:
1. contemplación en lo impuro (asubhabhavana), para la persona de tipo codicioso.
2. meditación sobre la bondad amorosa (maitri), para el tipo odioso
3. la contemplación en el surgimiento condicionado, para el tipo ignorante
4. la contemplación en la división de los dhatus (fuentes de la experiencia), para el tipo engreído
5. atención a la respiración (anapanasmrti), para el tipo distraído.

La contemplación de lo impuro, y la atención a la respiración, eran particularmente importantes en este sistema; eran conocidas como las "puertas a la inmortalidad" (amrta-dvāra). El sistema Sarvāstivāda practicaba la meditación en la respiración utilizando el mismo modelo de dieciséis aspectos utilizado en el sutta de anapanasati, pero también introdujo un sistema único de seis aspectos que consiste en:
1. contar las respiraciones hasta diez,
2. siguiendo la respiración a medida que entra por la nariz en todo el cuerpo,
3. fijando la mente en la respiración,
4. observar la respiración en varios lugares,
5. modificar está relacionado con la práctica de las cuatro aplicaciones de la atención plena y
6. etapa de purificación del surgimiento de la visión.

Este método de meditación de la respiración séxtuple fue muy influyente en Asia Oriental, y fue ampliado por el maestro chino de meditación tiantai Zhiyi.
Después de que el practicante haya alcanzado la tranquilidad, los maestros de Sarvāstivāda recomiendan entonces que se proceda a practicar las cuatro aplicaciones de la atención plena (smrti-upasthāna) de dos maneras.  Primero se contempla cada característica específica de las cuatro aplicaciones de la atención plena, y luego se contemplan las cuatro colectivamente.
A pesar de esta división sistemática de la meditación samatha y vipasyana, los maestros Sarvāstivāda sostenían que las dos prácticas no son mutuamente excluyentes. El Mahavibhasa, por ejemplo, señala que, en relación con los seis aspectos de la atención a la respiración, "no hay una regla fija aquí - todos pueden entrar en samatha o todos pueden entrar en vipasyana." Los maestros Sarvāstivāda también sostenían que alcanzar los dhyānas era necesario para el desarrollo de la perspicacia y la sabiduría.

## Budismo indio Mahāyāna

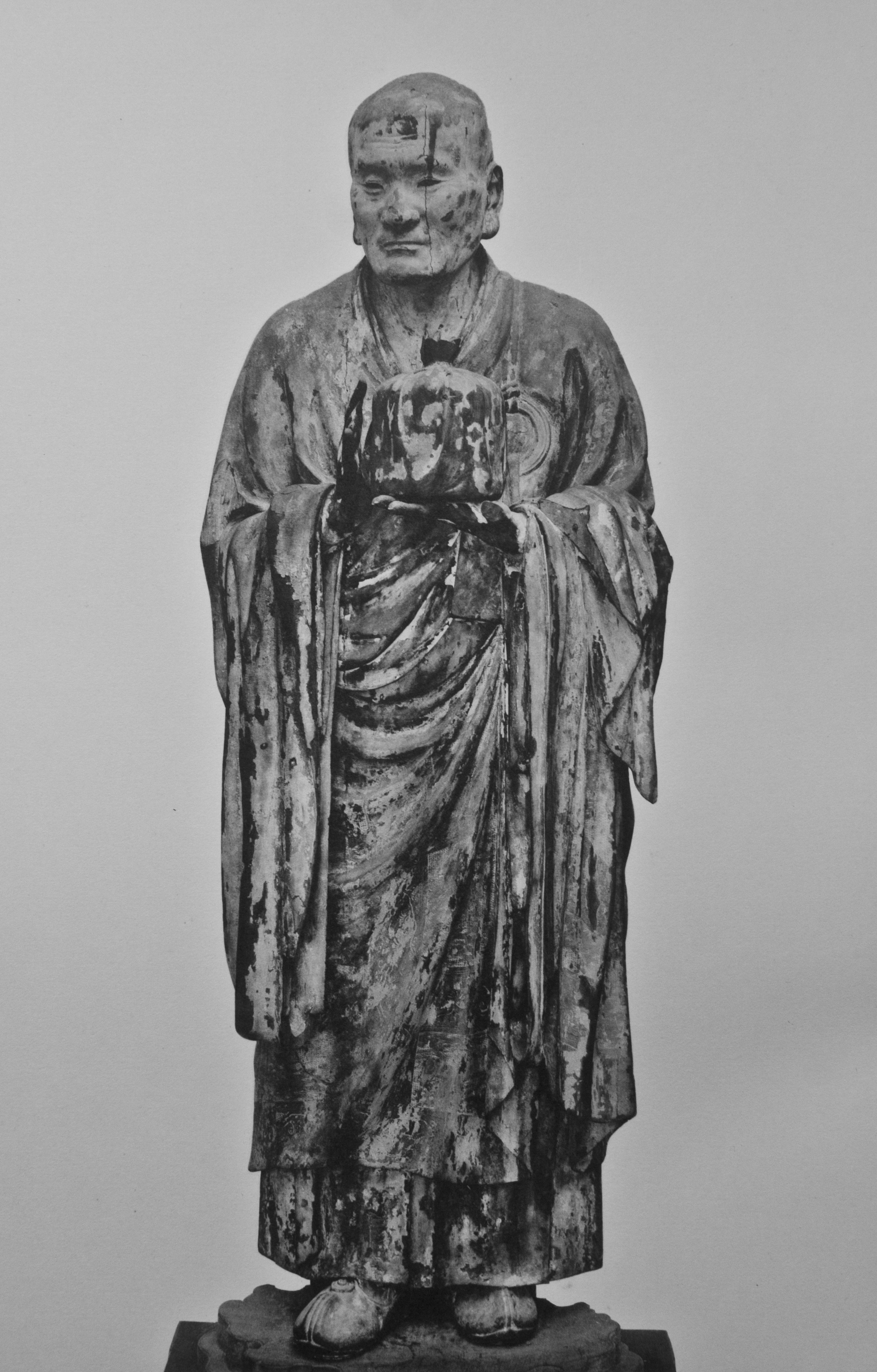
Asaṅga, erudito mahayana que escribió numerosas obras y se cree que contribuyó al desarrollo del Yogācārabhūmi.

La práctica mahāyāna se centra en el camino del bodhisattva, un ser que aspira a la plena budeidad. La meditación (dhyāna) es una de las virtudes trascendentes (paramitas) que un bodhisattva debe perfeccionar para alcanzar la Budeidad y, por tanto, es central en la praxis budista mahāyāna. El budismo mahāyāna indio fue inicialmente una red de grupos y asociaciones poco conectados, cada uno de los cuales se basaba en diversos textos budistas, doctrinas y métodos de meditación. Debido a esto, no hay un único conjunto de prácticas mahāyāna indias que pueda decirse que se aplica a todos los mahāyānistas indios, ni hay un único conjunto de textos que fueron utilizados por todos ellos.
La evidencia textual muestra que muchos budistas mahāyāna en el norte de la India, así como en Asia Central, practicaban la meditación de una manera similar a la de los Sarvāstivāda. Esto puede verse en el tratado mahāyāna indio más completo y extenso sobre la práctica de la meditación, el Yogācārabhūmi-Śāstra (El Tratado sobre los fundamentos para los practicantes de yoga, compilado hacia el siglo IV). El Yogācārabhūmi es un compendio que explica en detalle la teoría de la meditación yogācāra, y expone numerosos métodos de meditación así como consejos relacionados.
Entre los temas tratados en este texto se encuentran los diversos temas de la meditación budista temprana, como los cuatro dhyānas, los diferentes tipos de samādhi, el desarrollo de la percepción (vipaśyanā) y la tranquilidad (śamatha), los cuatro fundamentos de la atención plena (smṛtyupasthāna) los cinco obstáculos (nivaraṇa), y meditaciones budistas clásicas como la contemplación de la falta de atractivo (aśubhasaṃjnā), la impermanencia (anitya), el sufrimiento (duḥkha) y la contemplación de la muerte (maraṇasaṃjñā). Otras obras de la escuela yogācāra, como el Abhidharmasamuccaya de Asaṅga, y el Madhyāntavibhāga-bhāsya de Vasubandhu también tratan temas de meditación como la atención plena, el smṛtyupasthāna, las 37 alas del despertar y el samadhi.

### Sutras Mahāyāna

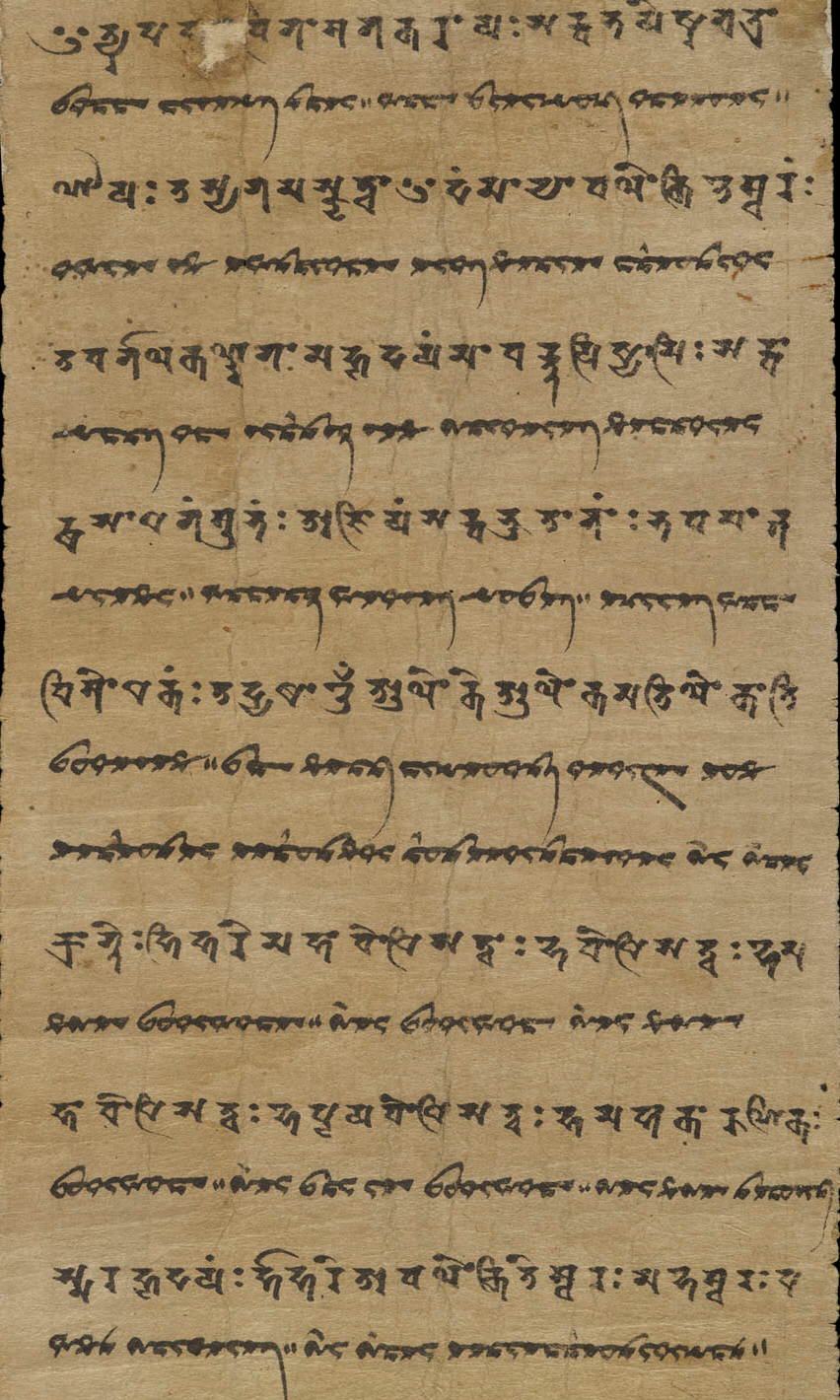
Un dharani escrito en dos idiomas (sánscrito y sogdiano) de Asia central.

Algunos sutras mahāyāna también enseñan las prácticas de meditación budistas clásicas. Por ejemplo, el Mahāratnakūṭa Sūtra y el Mahāprajñāpāramitā Sūtra enseñan los cuatro fundamentos de la atención plena.
Los Prajñāpāramitā Sutras son algunos de los primeros sutras mahāyāna. Sus enseñanzas se centran en el camino del bodhisattva (es decir, las paramitas), la más importante de las cuales es la perfección del conocimiento trascendente o prajñāpāramitā. Este conocimiento está asociado a la práctica budista primitiva de los tres samādhis (concentraciones meditativas): la vacuidad (śūnyatā), la ausencia de signos (animitta) y la ausencia de deseos o apraṇihita.. Estos tres samadhis también se mencionan en el Mahāprajñāpāramitōpadeśa (Ch. Dà zhìdù lùn), capítulo X.

En los Sutras Prajñāpāramitā, el prajñāpāramitā se describe como un tipo de samādhi que es también una comprensión profunda de la realidad que surge de la visión meditativa y que es totalmente no conceptual y completamente sin apego a cualquier persona, cosa o idea. El Aṣṭasāhasrikā Prajñāpāramitā, posiblemente el más antiguo de estos textos, también equipara prajñāpāramitā con lo que denomina el samādhi aniyato (irrestricto), "el samādhi de no tomar (aparigṛhīta) ningún dharma", y "el samādhi de no aferrarse a (anupādāna) ningún dharma" (como un yo). Según Shi Huifeng, esta concentración meditativa:
implica no sólo no aferrarse a los cinco agregados como representantes de todos los fenómenos, sino también no aferrarse a la noción misma de los cinco agregados, a su existencia o inexistencia, a su impermanencia o eternidad, a su ser insatisfactorio o satisfactorio, a su vacuidad o ser, a su generación o cesación, y así con otros pares antitéticos. Percibir así erróneamente los agregados es "cursar en un signo" (nimite carati; xíng xiāng 行相), es decir, dedicarse a los signos y a la conceptualización de los fenómenos, y no cursar en Prajñāpāramitā. Incluso percibirse a sí mismo como un bodhisattva que cursa, o el Prajñāpāramitā en el que se cursa, son igualmente cursar en signos.
Otros textos indios del mahāyāna muestran nuevos métodos innovadores que fueron exclusivos del budismo mahāyāna. Textos como los sutras de la Tierra Pura, el Akṣobhya-vyūha Sūtra y el Pratyutpanna Samādhi Sūtra enseñan meditaciones sobre un Buda concreto (como Amitābha o Akshobhia). A través de la repetición de su nombre o de alguna otra frase y de ciertos métodos de visualización, se dice que uno puede encontrarse con un Buda cara a cara o al menos renacer en un campo de Buda (también conocido como una "tierra pura") como Abhirati y Sukhavati después de la muerte.
El Pratyutpanna Samādhi Sūtra, por ejemplo, afirma que si uno practica el recuerdo del buda (buddhānusmṛti) visualizando a un buda en su campo de buda y desarrollando este samadhi durante unos siete días, puede ser capaz de encontrarse con este buda en una visión o un sueño para aprender el dharma de ellos. Alternativamente, renacer en uno de sus campos de buda permite conocer a un buda y estudiar directamente con él, lo que permite alcanzar la budeidad más rápidamente. Un conjunto de sutras conocidos como los Sutras de la Visualización también describen prácticas innovadoras similares utilizando imágenes mentales. Estas prácticas han sido consideradas por algunos estudiosos como una posible explicación de la fuente de ciertos sutras mahāyāna que son vistos tradicionalmente como revelaciones visionarias directas de los Budas en sus tierras puras.

### Memorización y recitación
Otra práctica popular era la memorización y recitación de diversos textos, como sutras, mantras y dharanis. Según Akira Hirakawa, la práctica de recitar dharanis (cantos o conjuros) llegó a ser muy importante en el mahāyāna indio. Se creía que estos cantos tenían "el poder de preservar el bien y evitar el mal", además de ser útiles para alcanzar la concentración meditativa o samadhi. Importantes sutras mahāyāna, como el Sutra del loto, el Sutra del corazón y otros, incluyen dharanis.  Ryûichi Abé afirma que los dharanis también ocupan un lugar destacado en los Prajñāpāramitā Sutras, en los que Buda "elogia el encantamiento dharani, junto con el cultivo del samadhi, como actividad virtuosa de un bodhisattva". Los dharanis también figuran en el Mahāprajñāpāramitōpadeśa, capítulo X, como una cualidad importante de un bodhisattva.

### Tratados posteriores del mahāyāna

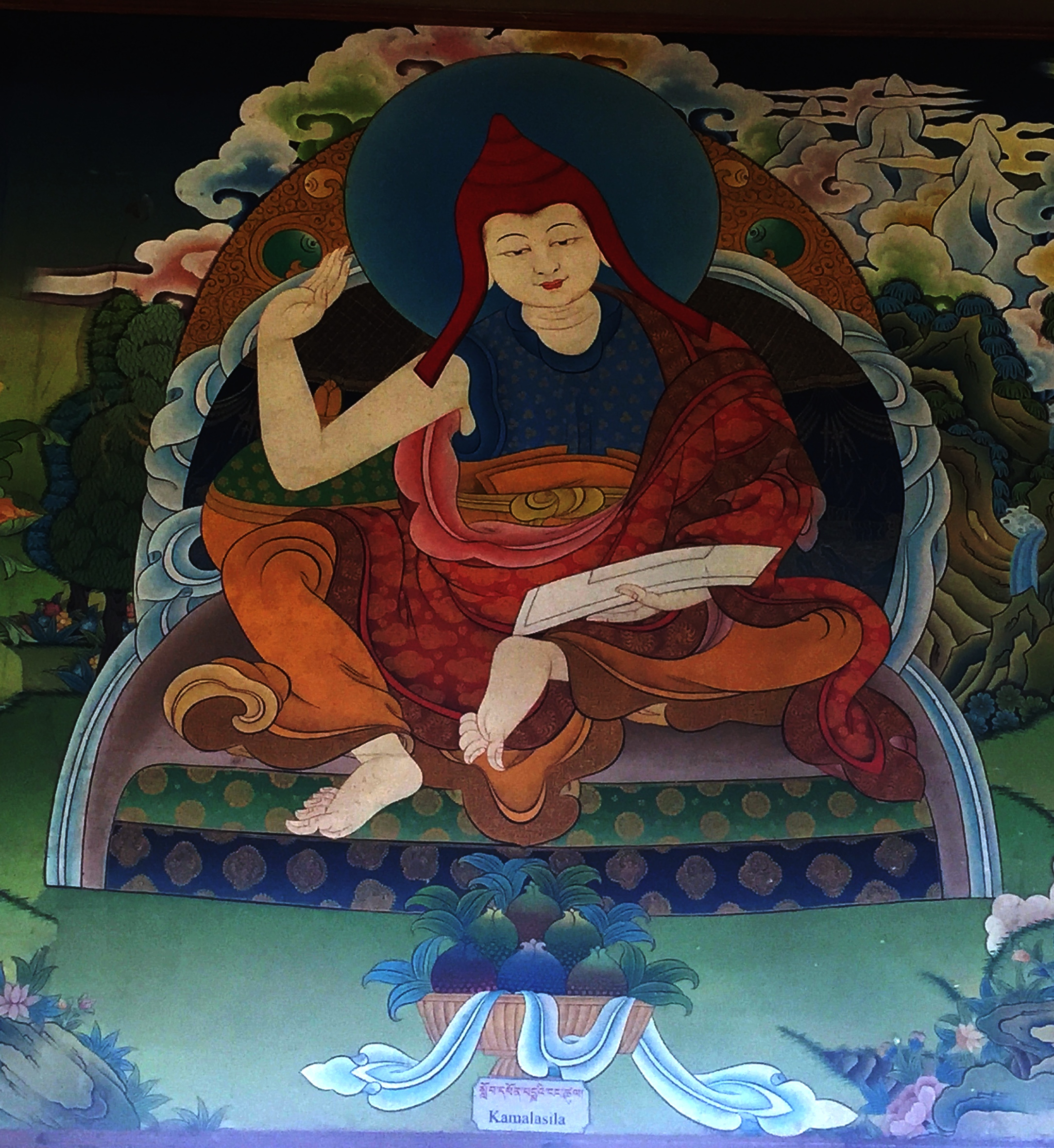
Kamalashila

Una obra mahāyāna posterior que trata de la práctica de la meditación es el Bodhicaryāvatāra de Shantideva (siglo VIII), que describe cómo se entendía la meditación de un bodhisattva en el último período del mahāyāna indio. Shantideva comienza afirmando que aislar el cuerpo y la mente del mundo (y de los pensamientos discursivos) es necesario para la práctica de la meditación, que debe comenzar con la práctica de la tranquilidad (śamatha). Promueve prácticas clásicas como meditar en cadáveres y vivir en bosques, pero éstas son preliminares a las prácticas mahāyāna, que se centran inicialmente en la generación de la bodhicitta, una mente decidida a despertar en beneficio de todos los seres. Una parte importante de esta práctica es cultivar y practicar la comprensión de que uno mismo y los demás seres son en realidad lo mismo, y por tanto hay que eliminar todo el sufrimiento, no sólo el "mío". Shantideva denomina a esta meditación "el intercambio del yo y del otro" y la considera la cúspide de la meditación, ya que proporciona al mismo tiempo una base para la acción ética y cultiva la percepción de la naturaleza de la realidad, es decir, la vacuidad.
Otro texto de meditación mahāyāna de la India tardía es el Bhāvanākrama (etapas de la meditación, siglo IX) de Kamalaśīla, que enseña la percepción (vipaśyanā) y la tranquilidad (śamatha) desde la perspectiva de la escuela yogācāra-madhyamaka.

## Mahāyāna de Asia Oriental
Las formas de meditación practicadas durante las etapas iniciales del budismo chino no diferían mucho de las del budismo mahayana indio, aunque contenían desarrollos que podrían haber surgido en Asia Central. Las obras del traductor chino An Shigao (安世高, c. 147-168 de la era cristiana) son algunos de los primeros textos de meditación utilizados por el budismo chino y se centran en la atención a la respiración (annabanna, 安那般那). El traductor y erudito chino Kumarajiva (344-413 CE) transmitió varias obras de meditación, entre ellas un tratado de meditación titulado El sūtra de samādhi en la meditación sentada (坐禅三昧经, T.614, K.991) que enseña el sistema Sarvāstivāda. Estos textos se conocen como los sutras de dhyāna. Reflejan las prácticas de meditación de los budistas de Cachemira, influidos por las enseñanzas de meditación Sarvāstivāda y Sautrantika, pero también por el budismo mahayana.

### Yogācāra de Asia Oriental
La escuela yogācāra de Asia Oriental o "escuela de la sola conciencia" (Ch. wéishí-zōng), conocida en Japón como la escuela Hossō fue una tradición muy influyente del budismo chino. Practicaban varias formas de meditación. Según Alan Sponberg, incluían una clase de ejercicios de visualización, uno de los cuales se centraba en construir una imagen mental del bodhisattva Maitreya en el cielo de Tusita. Una biografía el maestro chino y traductor Xuanzang lo describe practicando este tipo de meditación. El objetivo de esta práctica parece haber sido el renacimiento en el cielo Tusita, a fin de conocer a Maitreya y estudiar el budismo bajo su dirección.
Otro método de meditación que se practica en el yogācāra chino es el llamado "el discernimiento de cinco niveles del vijñapti-mātra (sólo impresiones)", introducido por el discípulo de Xuanzang, Kuījī (632-682), que se convirtió en una de las enseñanzas más importantes del yogācāra de Asia Oriental. Según Sponberg, este tipo de meditación vipasyana era un intento de "penetrar en la verdadera naturaleza de la realidad mediante la comprensión de los tres aspectos de la existencia en cinco pasos o etapas sucesivas". Estas etapas o formas progresivas de ver (kuan) el mundo son:
1. "descartar lo falso - preservar lo real" (ch 'ien-hsu ts'un-shih)
2. "renunciar a lo difuso - retener lo puro" (she-lan liu-ch 'un)
3. "reunirse en las extensiones - volver a la fuente" (she-mo kuei-pen)
4. "suprimir lo subordinado - manifestar lo superior" (yin-lueh hsien-sheng)
5. "desechar los aspectos fenomenales - realizar la verdadera naturaleza" (ch 'ien-hsiang cheng-hsing)

### Budismo tiantai

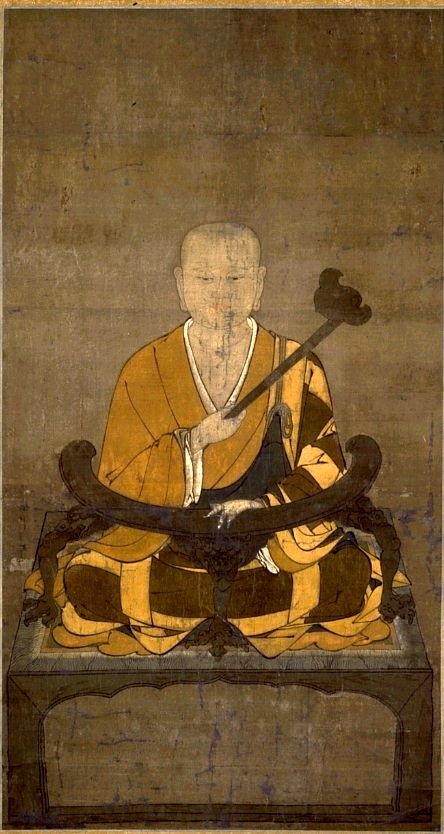
Pintura de Śramaṇa Zhiyi

Los métodos de meditación altamente sistemáticos y exhaustivos de la escuela tiantai fueron muy influyentes en la tradición budista china. La meditación tiantai se basa principalmente en las obras de Zhiyi, que hacen hincapié en varios métodos de śamatha y vipaśyanā (Ch. zhǐ-guān). La obra Śamathavipaśyanā Concisa (小止観) de Zhiyi, Mohe Zhiguan (摩訶止観, sánscrito Mahāśamathavipaśyanā), y Seis puertas sutiles del dharma (六妙法門) son las más influyentes. Rujun Wu identifica la obra Mahā-śamatha-vipaśyanā de Zhiyi como el texto de meditación seminal de la escuela tiantai. En su Śamathavipaśyanā Concisa, Zhiyi afirma:
La consecución del nirvāṇa es realizable por muchos métodos cuyos elementos esenciales no van más allá de la práctica de śamatha y vipaśyanā. Śamatha es el primer paso para desatar todas las ataduras y vipaśyanā es esencial para desarraigar la ilusión. Śamatha proporciona alimento para la preservación de la mente conocedora, y vipaśyanā es el arte hábil de promover la comprensión espiritual. Śamatha es la causa insuperable del samādhi, mientras que vipaśyanā engendra la sabiduría..
La obra magna de Zhiyi, el Gran Śamathavipaśyanā (Móhē-zhǐ-guān), esboza su sistema de meditación como compuesto por 25 prácticas preparatorias, cuatro tipos de samadhi y diez modos de contemplación. Zhiyi consideraba los cuatro samadhis como el pilar principal de la práctica de meditación tiantai. Los cuatro samadhis son:
- Samādhi Constantemente Sentado (chángzuò sānmèi 常坐三昧) - 90 días de sentada inmóvil, dejando el asiento sólo por razones de necesidad natural.
- Samādhi de marcha constante (chángxíng sānmèi 常行三昧) - 90 días de caminar con atención y meditar en Amitabha.
- Samādhi realizado caminando y sentado (bànxíng bànzuò sānmèi 半行半坐三昧) - Incluye varias prácticas como el canto, la contemplación de la vacuidad de todos los dharmas y el "samādhi del Loto" que incluye la penitencia, la oración, la adoración de los Budas y la recitación del Sutra del loto.
- Samādhi de ninguno  (fēixíng fēizuò sānmèi 非行非坐三昧) - Esto incluye "la conciencia de los factores mentales" cuando surgen en la mente. Hay que contemplarlos como "no se mueven, no se originan, no se extinguen, no vienen, no se van".

La escuela tiantai también pone un gran énfasis en la ānāpānasmṛti, o atención a la respiración, de acuerdo con los principios de śamatha y vipaśyanā. Zhiyi clasifica la respiración en cuatro categorías principales: jadeo (喘), respiración pausada (風), respiración profunda y tranquila (氣) y quietud o descanso (息). Zhiyi sostiene que los tres primeros tipos de respiración son incorrectos, mientras que el cuarto es correcto, y que la respiración debe alcanzar la quietud y el reposo.

### Escuela huayan
La escuela huayan fue una escuela importante del budismo chino, que también influyó mucho en el budismo chan (zen). Un elemento importante de su teoría y práctica de la meditación es lo que se llamó el "cuádruple dharmadhatu" (sifajie, 四法界). El dharmadhatu (法界) es el objetivo de la práctica del bodhisattva, la naturaleza última de la realidad o la verdad más profunda que debe conocerse y realizarse mediante la meditación. Según Fox, el cuádruple dharmadhatu es "cuatro enfoques cognitivos del mundo, cuatro formas de aprehender la realidad". La meditación de la escuela huayan pretende ascender progresivamente a través de estas cuatro "perspectivas cada vez más holográficas sobre una única multiplicidad fenomenológica". Estas cuatro formas de ver o conocer la realidad son:
1. Todos los dharmas son vistos como eventos o fenómenos particulares separados (shi 事). Esta es la forma mundana de ver.
2. Todos los acontecimientos son una expresión de li (理, el absoluto, principio o noúmeno), que se asocia con los conceptos de shunyata, "la Mente Única" (yi xin 一心) y Naturaleza de Buda. Este nivel de comprensión o perspectiva de la realidad se asocia a la meditación sobre la "verdadera vacuidad".
3. Shi y Li son vistos como interpenetrantes (lishi wuai 理事無礙), esto es iluminado por la meditación sobre la "no obstrucción del principio y los fenómenos".
4. Todos los acontecimientos se interpenetran (shishi wuai 事事無礙), "todos los dharmas fenoménicos distintos se interfieren y penetran en todos los sentidos" (como dice el maestro Zongmi). Esto se ve a través de la meditación sobre "la omnipresencia universal y la acomodación completa."

Según Paul Williams, la lectura y recitación del sutra Avatamsaka era también una práctica central para la tradición, para monjes y laicos.

### Budismo de la tierra pura

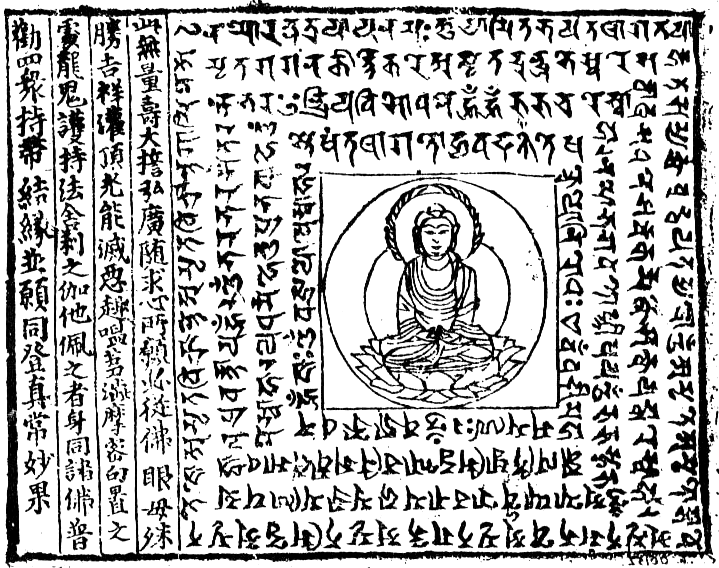
Grabado de un dhāraṇī sánscrito para Amitābha escrito en la escritura Siddhaṃ. Cuevas de Mogao, Dunhuang, China.

En el budismo de la Tierra Pura, repetir el nombre de Amitābha es tradicionalmente una forma de atención al Buda (sct. buddhānusmṛti). Este término se tradujo al chino como nianfo (en chino tradicional: 念佛). La práctica se describe como llamar al buda a la mente repitiendo su nombre, para permitir al practicante llevar toda su atención a ese buda (samādhi). Esto puede hacerse de forma vocal o mental, y con o sin el uso de cuentas de oración budistas. Los que practican este método suelen comprometerse a un conjunto fijo de repeticiones al día, a menudo de 50.000 a más de 500.000.
La repetición del dhāraṇī del Renacimiento de la Tierra Pura es otro método de meditación en el budismo de la Tierra Pura. Se dice que la repetición de este dhāraṇī es muy popular entre los budistas chinos tradicionales.
Otra práctica que se encuentra en el budismo de la Tierra Pura es la contemplación meditativa y la visualización de Amitābha, sus bodhisattvas asistentes y la Tierra Pura. La base de esto se encuentra en el Amitāyurdhyāna Sūtra (El Sūtra de la Meditación de Amitābha).

### Chán (zen)

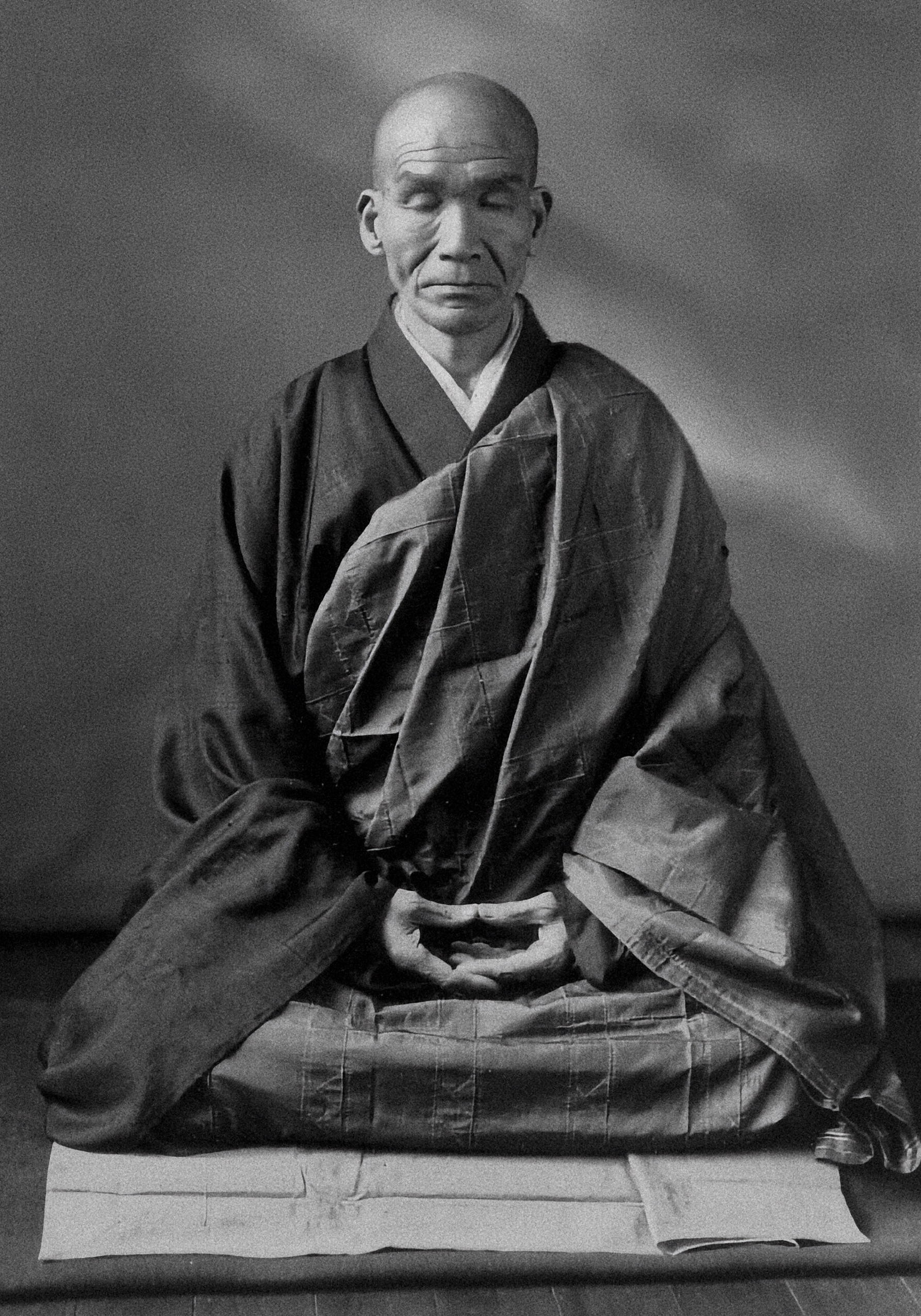
Kōdō Sawaki practicando zazen

La escuela chan (zen) es famosa por su énfasis en la meditación sentada (坐禅, Ch. zuòchán, Jp. zazen, Ko. jwaseon). Durante la meditación sentada, los practicantes suelen adoptar una posición como la del loto, el medio loto, o la seiza, utilizando a menudo el dhyāna mudrā. A menudo, se utiliza un cojín cuadrado o redondo colocado sobre una estera acolchada para sentarse. En otros casos, se puede utilizar una silla. En las diferentes tradiciones zen se utilizan diversas técnicas y formas de meditación. La atención a la respiración es una práctica común, utilizada para desarrollar la concentración y el enfoque mental.
Otra forma común de meditación sentada es la llamada "iluminación silenciosa" (Ch. mòzhào, Jp. mokushō). Esta práctica fue promovida tradicionalmente por la escuela Caodong del Chan chino y se asocia con Hongzhi Zhengjue (1091-1157). En la práctica de Hongzhi de la "meditación no dual sin objeto", el mediador se esfuerza por ser consciente de la totalidad de los fenómenos en lugar de centrarse en un solo objeto. Meditan así sin ninguna interferencia, conceptualización, aferramiento, búsqueda de objetivos o dualidad sujeto-objeto. Esta práctica también es popular en las principales escuelas del zen japonés, pero especialmente en Sōtō, donde se desarrolló en una práctica conocida como shikantaza (Ch. zhǐguǎn dǎzuò, "sólo sentarse").
Durante la dinastía Sòng, un nuevo método de meditación fue popularizado por figuras como Dahui, que fue llamado kanhua chan (meditación de "observar la frase") que se refería a la contemplación en una sola palabra o frase (llamada el huatou, "frase crítica") de un gōng'àn (koan). En el chan chino y el seon coreano, esta práctica de "observar el huatou" (hwadu en coreano) es un método ampliamente practicado.
En la escuela rinzai japonesa, la introspección kōan desarrolló su propio estilo formalizado, con un plan de estudios estandarizado de kōans que deben ser estudiados y "aprobados" en secuencia. Este proceso incluye preguntas y respuestas estandarizadas durante una entrevista privada con el propio maestro zen. La investigación de los kōans puede practicarse durante el zazen (meditación sentada), kinhin (meditación a pie) y a lo largo de todas las actividades de la vida diaria. El objetivo de la práctica suele denominarse kensho (ver la verdadera naturaleza de uno). La práctica de kōan se enfatiza particularmente en la escuela rinzai, pero también se da en otras escuelas o ramas del zen dependiendo de la línea de enseñanza.

## Meditaciones tántricas y esotéricas
El budismo tántrico (también conocido como budismo esotérico, vajrayāna o mantra secreto) hace referencia a varias tradiciones que se desarrollaron en la India a partir del siglo V y que luego se extendieron a las regiones del Himalaya y Asia oriental. En la tradición budista tibetana, también se conoce como vajrayāna (Tib. dorje thegpa "el vehículo del arma indestructible"), mientras que en el budismo de Asia Oriental se conoce como zhenyan (Ch: 真言, "palabra verdadera", "mantra"), así como mìjiao (enseñanza esotérica). En Japón, las prácticas tántricas se conocen como mikkyō (prácticas esotéricas) y forman parte del budismo shingon, tendai y también del zen (en menor medida).
El budismo tántrico incluye generalmente todas las formas tradicionales de meditación mahayana, pero se centra en varias formas únicas de meditación "tántrica" o "esotérica", que se consideran más rápidas y eficaces. Estas formas búdicas tántricas se derivan de los textos llamados los tantras budistas. Para practicar estas técnicas avanzadas, por lo general se requiere ser iniciado en la práctica por un maestro esotérico (sánscrito: acarya) o gurú (Tib. lama) en una consagración ritual llamada abhiseka (Tib. wang).

### Vajrayana tibetano

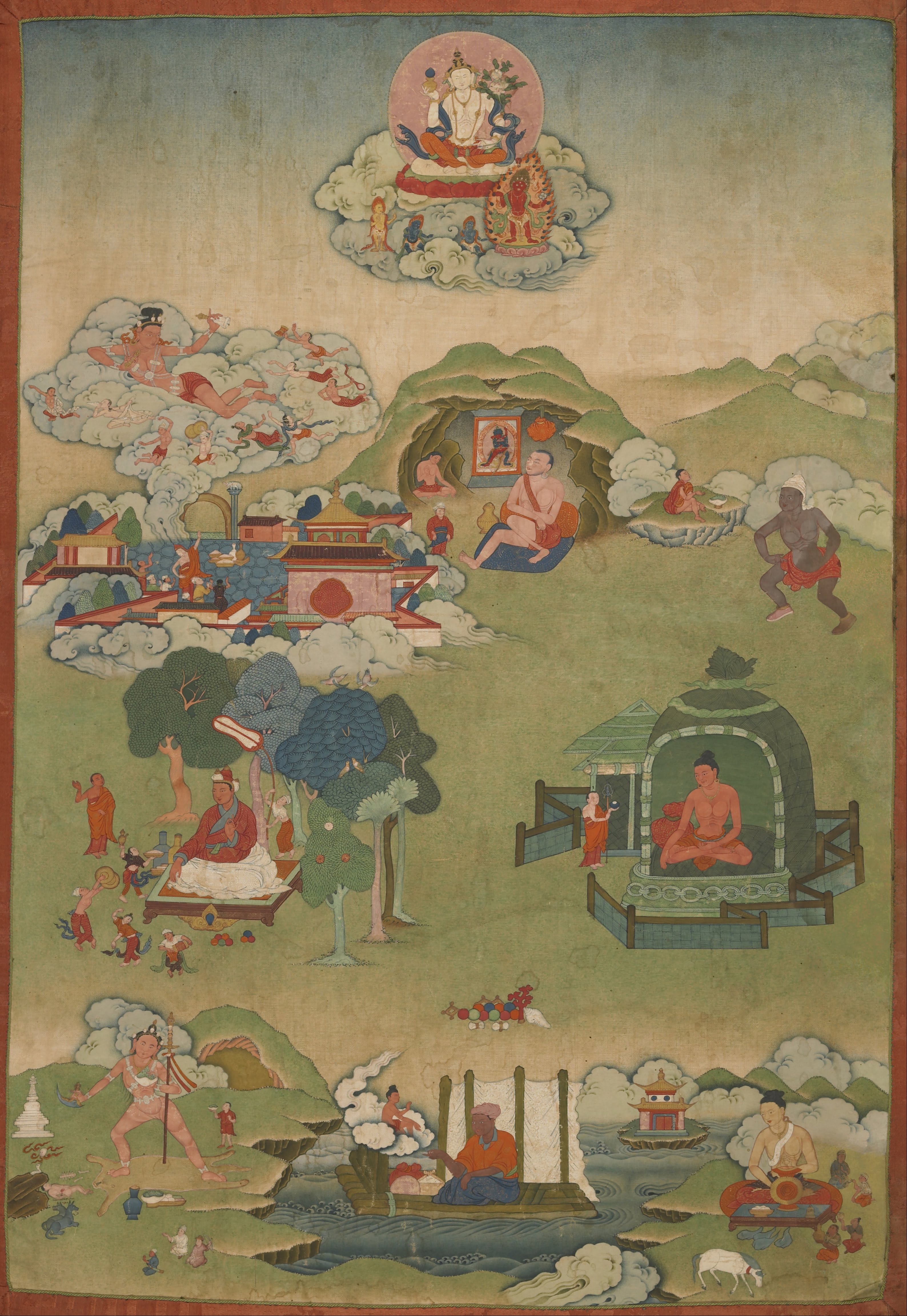
Una pintura de varios mahasiddhas practicando diferentes yogas tántricas.

In el budismo tibetano, las meditaciones tántricas se conocen como "la práctica del mantra secreto", "el proceso de meditación en la vía indestructible del mantra secreto" y también como "la vía del mantra", "la vía del método" y "la vía secreta". Estas prácticas son consideradas por los budistas tibetanos como el camino más rápido y poderoso hacia la Budeidad.
En el budismo tibetano, los yogas tántricos superiores suelen ir precedidos de prácticas preliminares (Tib. ngondro), que incluyen prácticas sutrayana (es decir, prácticas mahayana no tántricas) así como meditaciones tántricas preliminares. La iniciación tántrica es necesaria para entrar en la práctica del tantra.
La forma central que define la meditación vajrayana es el yoga de la deidad (devatayoga). Esta práctica implica la recitación de mantras, oraciones y la visualización del yidam o deidad (normalmente la forma de un buda o un bodhisattva) junto con el mandala asociado de la tierra pura de la deidad. El yoga de la deidad avanzado implica imaginarse a uno mismo como la deidad y desarrollar el "orgullo divino", la comprensión de que uno mismo y la deidad no están separados. En el budismo tibetano, la clase de tantras llamada los tantras del yoga insuperable, (sct. anuttarayogatantra, también conocido como mahayoga) se considera a su vez como la más superior de todas las prácticas tántricas. La práctica tántrica del anuttarayoga se divide en dos etapas, la etapa de generación y la etapa de culminación. En la etapa de generación, se medita en la vacuidad y se visualiza la deidad elegida (yidam), su mandala y las deidades acompañantes, lo que da lugar a la identificación con esta realidad divina (llamada "orgullo divino").

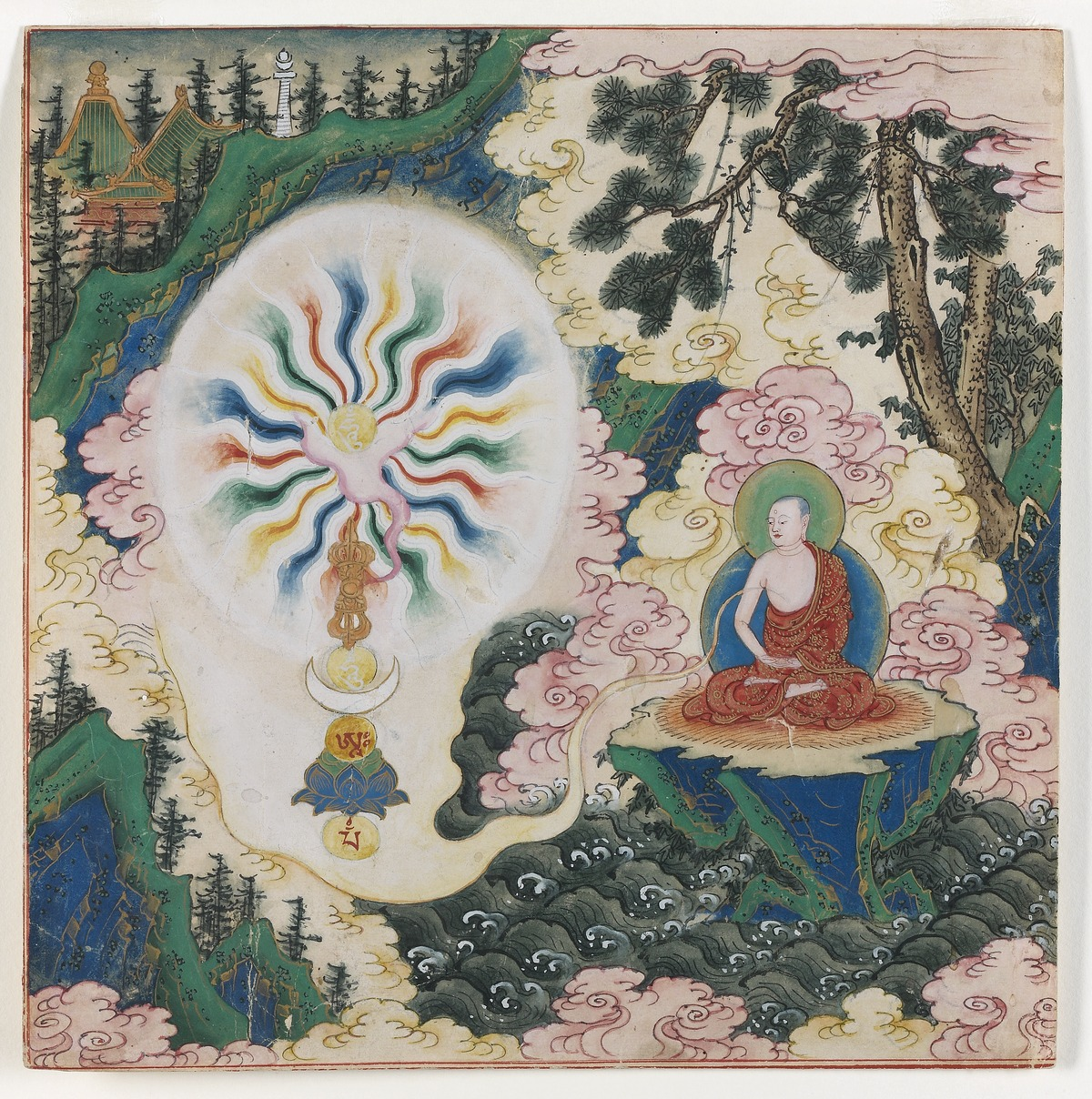
Una miniatura mongola del que representa a un monje generando una visualización tántrica.

En la etapa de culminación, el enfoque se desplaza de la forma de la deidad a la realización directa de la realidad última (que se define y explica de diversas maneras). Las prácticas de la etapa de culminación también incluyen técnicas que trabajan con las sustancias del cuerpo sutil (sct. bindu, tib. thigle) y los "vientos vitales" (vayu), así como con la naturaleza luminosa de la mente. A menudo se agrupan en diferentes sistemas, como los seis dharmas de Naropa, o los seis yogas de Kalachakra.
Una teoría fundamental de la práctica tántrica es la teoría de la transformación, que afirma que los factores mentales negativos, como el deseo, el odio, la codicia, el orgullo, pueden ser utilizados y transformados como parte del camino hacia la liberación. Este punto de vista puede verse en el tantra Hevajra, que afirma: "por la pasión el mundo está atado, por la pasión también se libera" y "uno que conoce la naturaleza del veneno puede disipar el veneno con el veneno".
Otro rasgo distintivo del yoga tántrico en el budismo tibetano es que el tantra utiliza el estado resultante de la budeidad como camino (o en algunas escuelas como la gelug, una similitud de la budeidad). Por lo tanto se conoce como el vehículo de efecto o vehículo de resultado (phalayana) que "trae el efecto al camino".
Otras formas de meditación en el budismo tibetano incluyen las enseñanzas mahamudra y dzogchen, enseñadas por los linajes kagyu y nyingma respectivamente. El objetivo de éstas es familiarizarse con la naturaleza última de la mente que subyace a toda la existencia, el dharmakāya. También existen otras prácticas como el yoga del sueño, el tummo (fuego interior), el yoga del estado intermedio (en la muerte) o bardo, el yoga sexual y el chöd.

### Budismo esotérico de Asia Oriental

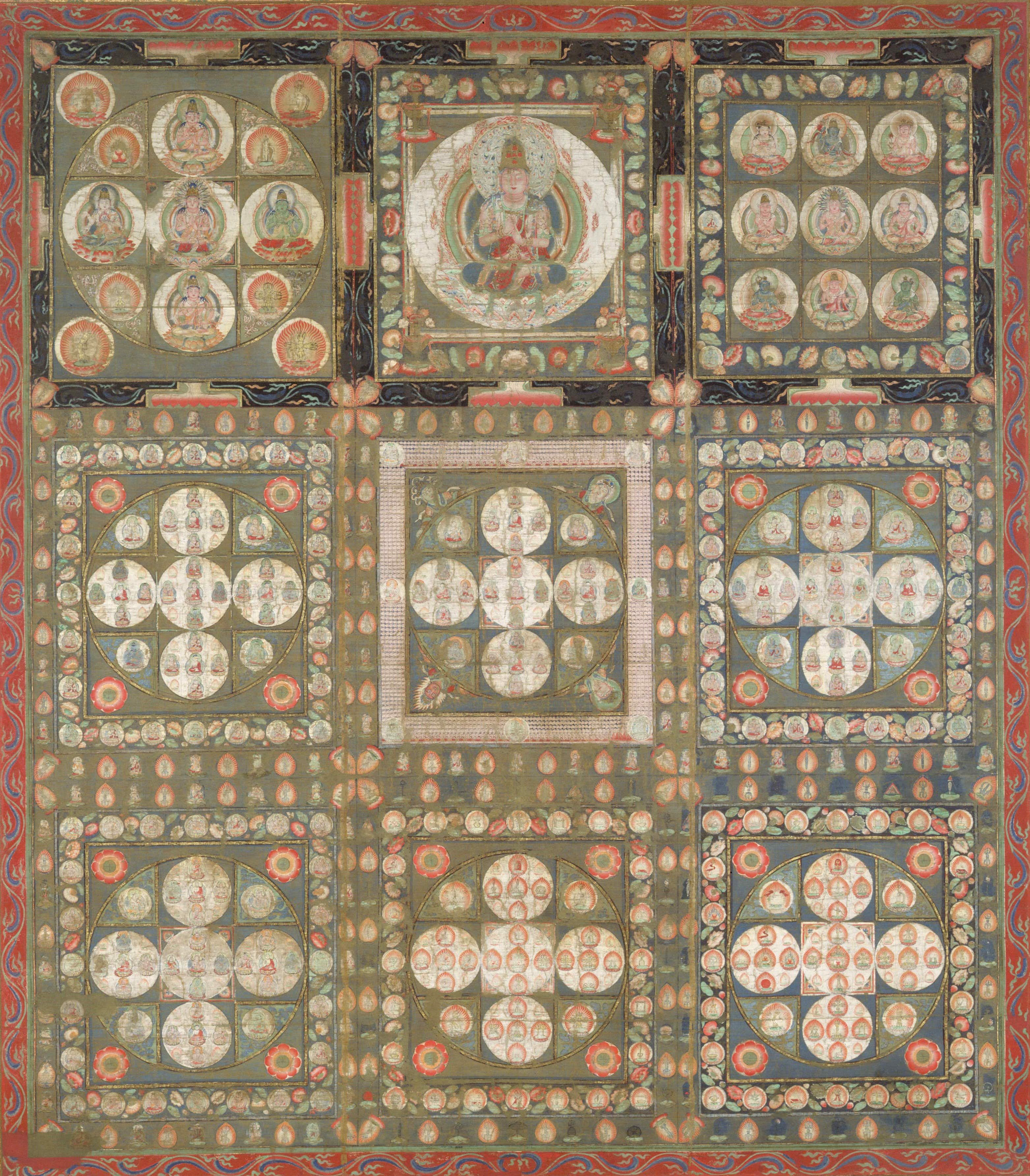
Mandala del reino del vajra (kongokai) de la escuela shingon

El budismo esotérico chino se centró en un conjunto de tantras distinto al del budismo tibetano (como el Tantra de Mahavairocana y el Vajrasekhara), por lo que sus prácticas proceden de estas fuentes diferentes, aunque giran en torno a técnicas similares como la visualización de mandalas, la recitación de mantras y el uso de mudras. Esto también se aplica a la escuela japonesa shingon y a la escuela tendai (que, aunque derivada de la escuela tiantai, también adoptó prácticas esotéricas). En la tradición de la praxis esotérica de Asia oriental, el uso de mudras, mantras y mandalas se considera como los "tres modos de acción" asociados a los "tres misterios" (sanmi 三密), que se consideran los distintivos del budismo esotérico.
Estos "tres modos de acción" o "tecnologías rituales" son los "secretos" del cuerpo, la palabra y la mente" y se revelan en el ritual del abhisheka (coronación) en el que los iniciados hacían votos tántricos de samaya. Otros rasgos exclusivamente esotéricos son los rituales de fuego homa, el ajikan (阿字観, que se basa en la visualización de una letra A de siddham) y el dharani. El uso de la magia ritual y los hechizos para el beneficio espiritual y mundano también fue una característica del budismo esotérico chino.

## Usos terapéuticos de la meditación
En los siglos XX y XXI, las técnicas de mindfulness y meditación budista comenzaron a ser defendidas con fines psicológicos (seculares) por psicólogos y expertos en meditación budista como Thích Nhất Hạnh, Pema Chödrön, S. N. Goenka, Jon Kabat-Zinn, Jack Kornfield, Joseph Goldstein, Tara Brach y Sharon Salzberg. A estas figuras se les atribuye un papel importante en la integración de los aspectos curativos de las prácticas de meditación budistas con la psicología moderna. Aunque la meditación de atención plena ha recibido la mayor atención de la investigación, la meditación de bondad amorosa (metta) está empezando a utilizarse en una amplia gama de investigaciones en los campos de la psicología y la neurociencia.
Los psicólogos clínicos, los teóricos y los investigadores también han incorporado prácticas budistas en psicoterapias formalizadas muy extendidas. Las prácticas budistas de atención plena se han incorporado explícitamente a diversos tratamientos psicológicos. Dos prácticas terapéuticas populares que utilizan técnicas budistas de atención plena son la Reducción del estrés basada en la atención plena (Mindfulness-Based Stress Reduction, MBSR) de Jon Kabat-Zinn y la Terapia dialéctica conductual (Dialectical Behavioral Therapy, DBT) de Marsha M. Linehan. Otras terapias destacadas que utilizan la atención plena son la Terapia de aceptación y compromiso (Acceptance and Commitment Therapy, ACT) de Steven C. Hayes y la Terapia Cognitiva Basada en la Atención Plena (Acceptance and Commitment Therapy, MBCT).
En Japón, la psicoterapia y las prácticas de meditación budista también se han sintetizado de diferentes maneras. La terapia Morita fue desarrollada por Shoma Morita (1874-1938), que recibió la influencia del budismo zen. Otro importante investigador en este campo, el profesor Yoshiharu Akishige, promovió la psicología zen, es decir, la idea de que las ideas del zen no sólo deben estudiarse, sino que deben informar la práctica psicológica. La investigación en este campo continúa con el trabajo de psicólogos japoneses como Akira Onda y Osamu Ando. Otra psicoterapia popular basada en el budismo es la terapia Naikan, desarrollada a partir de la introspección budista Jōdo Shinshū por Ishin Yoshimoto (1916-1988). La terapia Naikan se utiliza en instituciones penitenciarias, en la educación, para tratar la dependencia del alcohol, así como por personas que buscan el autodesarrollo.